# ケロロ軍曹 (アニメ)
『ケロロ軍曹』（ケロロぐんそう、英語表記：Sergeant Frog）は、吉崎観音による同名漫画を原作とする日本のテレビアニメ。2004年4月3日から2011年4月2日までテレビ東京ほかで放送された。
2010年4月4日から2011年4月3日まで放送された『ケロロ軍曹乙』（ケロロぐんそうおつ）、2014年3月22日よりアニマックスにて放送されたフラッシュアニメ『ケロロ 〜keroro〜』に関しても便宜上、本項で記述する。

## 概要
本作は『THE ビッグオー』を手がけたサンライズ（現・バンダイナムコフィルムワークス）第6スタジオが母体となり、大橋千恵雄プロデュース、佐藤順一総監督（後に監修）の下、テレビ東京開局40周年記念作品として製作された。
原作と同様、1話完結型を基本に構成されている。放送開始から6年目までは毎週30分放送で、AパートとBパートの2本のエピソードを放送する場合と30分で1本のエピソードを放送する場合があった。第255話は3本立てで放送された。また、第100話 - 第103話、第128話・第129話、第152話 - 第154話、第202話・第203話、第249話・第250話は連続したストーリーとなっており、放送5年目の「武者ケロ」、6年目の「ケロゼロ」も不定期放送だが連続した内容であった。2本立てであっても、AパートとBパートの内容が繋がっている場合もある。
約2年に1度、「ゲロゲロ30分」と題して各話2分ほどのショートストーリーを13 - 15本立てで放送する回があり、第74話（15本立て）、第196話（13本立て）、第293話（13本立て）の3話が該当する。また、第351話では「ゲロゲロ15分」と題して22本立てで放送した（実際には23本目まで存在している。Aパートでは14本放送したところで尺が足りず「時間切れ」となり、Bパートでその「延長」として残り8本を放送。余った尺をつぶすためドロロが「23本目のネタ」を考えにいき、戻ってきて23本目が放送され始めたところで「時間切れ」となった）。
7thシーズン（308話）以降、土曜朝の放送枠に『SDガンダム三国伝 Brave Battle Warriors』が開始したことにより15分枠に短縮されたものの、新たに日曜日の深夜にBパートを追加した30分番組『ケロロ軍曹乙』の放送が開始した。『乙』はAパートで土曜日放送分を再放送し、Bパートに新たなエピソードを放送する形態を採った。TXNではテレビ東京のみの放送であるが、系列外局では『SDガンダム三国伝』が放送されなかった影響で6thシーズンの後番組として放送された他、AT-Xでも放送されていた。
この放送時間短縮により、Aパートしか視聴できない地域が存在するようになったが、前述の第351話のように、Aパートの続きや出来事の真相がBパートで語られているようなストーリーが放送時間短縮以降も存在している。
『乙』は開始当初字幕放送が実施されていなかったが、2010年10月10日放送分より実施するようになった。
このアニメの字幕表示は地域によって異なるが、基本的にケロロのセリフが黄色、冬樹のセリフが水色、夏美のセリフが緑、その他の人物のセリフは白で表示される（ナレーションは＜＞の中にセリフが入る）。
アニメでも原作同様多くのパロディが使われているが、アニメ版では声優つながりやアニメスタッフ・企業名関連のパロディも存在する。アニメは原作以上にパロディが乱立しており、特に後述のアニメオリジナルの作品において「1話全体が他の作品のパロディ」というものも存在する。
また、季節に沿ったストーリーを放送することも多い。例えば、梅雨の時期とされる6月から7月まではニョロロとウェットルキング（ウェットルキングは3rdシーズンから）に関連したストーリー、7月上旬に七夕関連、7月下旬から8月上旬頃には土井中海岸、8月中旬から下旬頃には日向家の里帰りに関連したストーリーを放送する。
なお、総監督・佐藤順一は「このアニメは小さな子供にも見てもらいたい」と言っており、アニメ化に際しては小さな子供への配慮がなされている他、原作に沿った話でもアニメ独自の設定が加えられることもある。第110話・第113話のようにAパートで原作のストーリーを放送し、それを踏まえてBパートでアニメ独自のストーリーを展開させるパターンや、原作の連続していない2話を1話にして放送するパターンもある。
2007年7月にサンライズが制作した単一タイトルでの作品として最も話数の多い作品となり（それまでは『犬夜叉』の全167話）、2008年2月23日の放送分で総話数が200話に、さらに2010年2月6日の放送分で総話数が300話に達した。
2010年1月11日から同年3月29日まで毎週月曜日（日曜日深夜）の1:00 - 1:30にテレビ東京でのみ、『深・ケロロ軍曹』のタイトルで再放送されていた（放送内容は不順）。次回予告部分は本放送と異なり、「メンドク星マーチ」のインストゥルメンタルBGMを15秒でナレーションなしで予告されている（最終話のみ『ケロロ軍曹乙』予告のためナレーションあり）。
第352話では、俳優の田辺誠一が闇鍋奉行ナベベ役でゲスト出演した。
2011年4月2日（『ケロロ軍曹乙』は同年4月3日）をもって一時的に放送終了。詳細は下の各シーズンの特徴の節を参照。
放送終了後の2011年4月5日から、テレビ東京系列6局において『ケロロ軍曹アンコール!』として当番組の再放送がされた。内容は7thシーズンのAパートに加えてテレビ東京のみで放送された『ケロロ軍曹乙』のエピソード（Bパート）が放送されていた（総括すると『ケロロ軍曹乙』の再放送であった）。2012年4月3日で『ケロロ軍曹』は第1話に回帰している。これ以降放送されていた『ケロロ軍曹アンコール!』は実質『ケロロ軍曹』の再放送であった。
『超速変形ジャイロゼッター』の放送開始に従い、2012年9月25日をもって終了し、『NARUTO -ナルト- SD ロック・リーの青春フルパワー忍伝』が30分繰り上げられて当枠に移動した。
その後、長らく動きはなかったが、2014年春より『ケロロ 〜keroro〜』と題したフラッシュアニメがアニマックスで放送開始となることが発表され、同年3月22日から9月6日まで放送された。
2015年4月1日より本作の権利はサンライズからバンダイナムコピクチャーズに移管された。
その後、2020年10月26日より、tvh（テレビ北海道）で再放送が開始された。1stシーズンから順に放送されていて、放送開始当初は月曜17:25分からの30分間だったが、2021年10月6日からは深夜帯である水曜2:05分から30分間となっている。尚、季節が約半年ずれた時期の放送となっている。2025年7月現在、5thシーズンを放送中である。
2021年12月、NO MORE 映画泥棒とコラボレート。啓発動画「『STOP!海賊版』ケロロ軍曹 × NO MORE 映画泥棒」を映画館にて放映し、一般社団法人コンテンツ海外流通促進機構の公式YouTubeチャンネルにて公開。2022年3月25日にはコラボレート第2弾となる動画が「STOP! 海賊版」キャンペーンの一環として、「#7秒で捕まる宇宙人」のタイトルで公開された。
2024年4月1日、公式YouTubeチャンネルにてテレビアニメ20周年の新プロジェクト再始動が公開され、同日アニメ公式Xにて新作の制作が正式に発表された。
2025年7月3日、プロジェクトの一環として、おおよそ16年ぶりとなるシリーズ新作の劇場版を2026年夏に公開することが公式YouTubeチャンネルより発表された。プロジェクト宣伝隊長としてミュージシャンのあのが就任となる。

## 各シーズンの特徴（テレビ東京版）
本作は放送4年目までテレビ東京系列では1年ごとに放送時間が移動しており（放送7年目は時間短縮）、放送1年目は1stシーズン、2年目は2ndシーズン、……と呼ばれる。シーズンごとの特徴には多少の変化が見られ、DVDも便宜上1年ごとに区切ってリリースされている。
1stシーズン（第1話 - 第51話）
放送時間は毎週30分。基本的に原作の話を多少のオリジナル要素を含めつつ展開した。
放送当初は原作初期を意識した作画が多かったが、シーズン終盤から現在のデザインが定着した。現在でも初期の映像が時々流用されることがある。
このシーズンでは主にパロディによる部分の人気が高かったが、原作ファンにも概ね好評であった。本来であれば1stシーズンのみで終了予定であったが、急速に作品の認知度・人気が高まっていったことから2年目の製作が決定した。
東京国際アニメフェア2005においてテレビ部門優秀作品賞を受賞した。
2ndシーズン（第52話 - 第103話）
1stシーズンの人気を受け、新たなファンを開拓し認知度が広まったと評されることが多い。『ポケットモンスター』と並びテレビ東京を代表するアニメと紹介されるようになったのも、この頃からである。
また、同時期にテレビドラマ『電車男』で本作のグッズが使用されたことによってアニメファン以外にも知名度をかなり高めた。
このシーズン以降のストーリーは原作をほぼ消化しきっていたためアニメオリジナルのものがメインとなり、それらは低年齢の視聴層へ配慮した比較的単純な話が多くなっている。
放送時間の移動やいくつかの系列外局で2ndシーズンより新規ネット開始したことに伴い、最初の1か月間は左記の理由により新たに見始める視聴者へのキャラクター紹介を目的として、「1stシーズンラストで別れていた小隊の面々が、再び1人ずつ日向家に集まってくる」というストーリーが展開された。これは、1stシーズンの初期展開をなぞる形になっている。
大部分の主要キャラクターの春服が変更された。
カララなど原作と大きく異なった性質になったキャラクターが多くなった。
一部のエピソードでは作画上の矛盾が見られたが、DVD化の際に修正された。
2006年3月11日には初の劇場版アニメが全国ロードショーされた。
このシーズンから、字幕放送付加番組となった。
3rdシーズン（第104話 - 第154話）
3期突入時に再び放送時間が移動し、アニメ530の第1枠になった。この時間枠は総じて視聴率が低く、本作も、2ndシーズンで3〜4%程度だったのが、3rdシーズンで2〜3%程度へ減少した。しかし、同枠における他の曜日のアニメ番組は半年から9か月程度で新番組へバトンタッチしていく一方、本作は中止もなく1年間の放送を満了した。
ただし、3rdシーズン前期（第104話-第129話）のストーリー展開では番組終了を思わせるような動き（詳細は3rdシーズン前期におけるカウントダウンの節を参照）があった。
夏美と冬樹の夏服が変更された。
2006年秋には劇場版第2作の製作が発表され、翌年3月17日に全国ロードショーされた。
4thシーズン（第155話 - 第205話）
放送時間が2年ぶりに土曜朝10時枠に戻った。
1stシーズンから通しての歴代最高視聴率に次ぐ視聴率を記録したシーズンである。
このシーズン以降、雑誌『ケロロランド』の読者募集コーナー「新隊員大集合」で採用されたケロン人が本編に登場するようになった。そのほとんどはケロロ小隊をおびやかす「シュララ軍団」として不定期で登場した。
ケロロたちの過去を描いた「ちびケロ」編の2008年放送分の一部が、劇場版第2弾の短編で試みられた3Dの映像で製作された。
2008年3月1日には劇場版第3作が全国ロードショーされた。
5thシーズン（第206話 - 第256話）
初めて放送時間が移動せずに新シリーズを迎えた。
大部分の主要キャラクターの春服と秋冬服が2ndシーズン以来、3年ぶりに変更された。また、小雪とサブローの髪型も原作寄りに変更されている。このシーズン途中で日向冬樹役の川上とも子が病気療養に入ったため、2008年10月から代役に桑島法子が起用されたが、劇場版第4作に関しては川上が出演した。
メディアミックス作品である『武者ケロ』が劇場版3弾の短編から続く形で全6話にわたり不定期で展開された。
DVD発売元であるバンダイビジュアルが製作協力に参加。これに伴い、著作権表記にも同社が追加されている。
2009年3月7日に劇場版第4作が全国ロードショーされた。
6thシーズン（第257話 - 第307話）
本シーズンから地上デジタル放送とBSジャパン（現・BSテレビ東京）では画面左右に本作品オリジナルデザインのサイドパネルが付くようになった（右側に「ケロロ」、左側に「軍曹」の文字が入っている）。そこをよく見ると、時々ケロロ小隊のメンバーが数秒間出てくることがある。
劇場版第4弾の短編『ケロ0（ゼロ）』が不定期で展開された。
2010年2月27日に劇場版第5作が全国ロードショーされた。なお、このシーズンをもって劇場版の公開は最後となった。
7thシーズン（第308話 - 第357話、『ケロロ軍曹乙』は第308話 - 第358話）
本シーズンからハイビジョン制作（正確には本編のアスペクト比が4:3から16:9に移行した）での放送となり、これによりサンライズ製作の作品が全てハイビジョン放送へ移行された。
オープニングと次回予告は簡略化し、エンディングのみこれまでと同じサイズで放送された。
前述の通り放送時間が30分から15分に短縮されたが、土曜朝の15分枠では放送しないパートを含めた「完全版」となる『ケロロ軍曹乙』が開始し、322話や338話のように『乙』のみのBパートで全ての謎が明らかになる回もある。ただし、『ケロロ軍曹乙』はTXN系列ではテレビ東京（系列外では奈良テレビ、テレビ熊本、テレビ長崎、東日本放送、チューリップテレビ、山形放送、テレビユー福島、AT-Xも含まれる）のみの放送であり、多くの系列外ネット局は6thシーズンまでで打ち切っている。また、7thシーズン途中のテレビ局は、最終2話を放送かその場で打ち切っている。なお、テレビ東京に関しては『ケロロ軍曹乙』でも2010年10月10日の放送分から字幕放送を実施した。
2ndシーズン以降と同様にアニメオリジナルが中心であるが、2010年10月から11月にかけては原作準拠のエピソードが集中して放送された。
2011年2月9日、本作が7thシーズンをもって一時放送終了となることが明らかになった。テレビ東京によると「充電のための休止」「再開は現在のところ未定」とのことである。最終回は、15分放送は『ケロロ軍曹史上最高の侵略スペシャル!!』と題して30分に、『ケロロ軍曹乙』は『ケロロ軍曹乙史上最長の侵略スペシャル!!』と題して60分にそれぞれ拡大して放送された。

## 原作漫画との相違点
原作のエピソードにはパンチラなどのお色気や過剰な暴力場面の他、失禁・嘔吐物の描写などといったファミリー向け・子供向けアニメとしてはふさわしくない台詞や描写が少なくなかったため、これらについては大幅に削減され、程度の軽いものになるか映像が差し替えられている。多くの回でプロデューサーを務めたテレビ東京の紅谷佳和は「全日帯で放送するには、幅広い年齢層にウケるように“ゆるく”してあげたかった」とコメントしている。
また、放送コードによる制限を受けており、原作におけるケロン人ら宇宙人が地球のことを指す「ポコペン」という言葉が「ペコポン」になっており、同様に劇中劇の『ゲロロ酋長』も『ゲロロ艦長』に変えられている。

## 3rdシーズン前期におけるカウントダウン
3rdシーズン前期には、番組終了を連想させるような動きが見られた。
3rdシーズン最初の回である第104話（テレビ東京では2006年4月7日放送）Bパートで、ケロロ小隊が許可無く東北地方へ慰安旅行に行ったことがケロン軍本部に発覚し、「あと175日以内に（テレビ東京では2006年9月29日（第129話）までに）地球を侵略せよ」というノルマを突きつけられた。その後カウントダウンは毎週着々と進み、エンディングテーマの直前に残り日数が表示されていた（途中から、ナレーターの「ペコポン侵略期限まで、あと○○日」という読み上げが入るようになった）。さらに、カウントダウンが0に近づくにつれて、カウンターに「マッシュ」と名づけられるなど、カウンターの存在が大きくなっていった。
その後カウントダウンは予定通り終了したが、実際にはその後も2011年3月末まで番組は継続した（カウントダウン終了の経緯はキルル.を参照）。

## 地上デジタル放送での放送形態
- 地上デジタル放送開始から2009年3月末までは[注 11]画面の両端に黒帯を添付する、いわゆる「額縁放送」となっていた。
- 2009年4月からの6thシーズンでは先述した通り、「4:3画面の本編にサイドパネル」という放送形態になった。第264話Aパートでは未だに画面サイズが4:3であることがネタにされている。ただし、『超劇場版』のテレビ放映ではHD放送（1作目のみいわゆる「スーパー額縁放送」）を行っている。
- 2010年4月からの7thシーズンより本編もハイビジョン化された。

## 放送局

### 日本国内での放送
| 放送地域       | 放送局                   | 放送期間 | 放送日時 | 放送系列                      | 備考 |            |
| ケロロ軍曹     | ケロロ軍曹               | ケロロ軍曹 | ケロロ軍曹 | ケロロ軍曹                    | ケロロ軍曹 | ケロロ軍曹 |
| -------------- | ------------------------ | --- | --- | ----------------------------- | --- | ---------- |
| 関東広域圏     | テレビ東京               | 2004年4月3日 - 2005年3月26日 2005年4月1日 - 2006年3月31日 2006年4月7日 - 2007年3月30日 2007年4月7日 - 2010年3月27日 2010年4月3日 - 2011年4月2日                       | 土曜 10:00 - 10:30 金曜 18:00 - 18:30 金曜 17:30 - 18:00 土曜 10:00 - 10:30 土曜 10:00 - 10:15                    | テレビ東京系列                | 製作局 |            |
| 北海道         | テレビ北海道             | 2004年4月3日 - 2005年3月26日 2005年4月1日 - 2006年3月31日 2006年4月7日 - 2007年3月30日 2007年4月7日 - 2010年3月27日 2010年4月3日 - 2011年4月2日                       | 土曜 10:00 - 10:30 金曜 18:00 - 18:30 金曜 17:30 - 18:00 土曜 10:00 - 10:30 土曜 10:00 - 10:15                    | テレビ東京系列                | |            |
| 愛知県         | テレビ愛知               | 2004年4月3日 - 2005年3月26日 2005年4月1日 - 2006年3月31日 2006年4月7日 - 2007年3月30日 2007年4月7日 - 2010年3月27日 2010年4月3日 - 2011年4月2日                       | 土曜 10:00 - 10:30 金曜 18:00 - 18:30 金曜 17:30 - 18:00 土曜 10:00 - 10:30 土曜 10:00 - 10:15                    | テレビ東京系列                | |            |
| 大阪府         | テレビ大阪               | 2004年4月3日 - 2005年3月26日 2005年4月1日 - 2006年3月31日 2006年4月7日 - 2007年3月30日 2007年4月7日 - 2010年3月27日 2010年4月3日 - 2011年4月2日                       | 土曜 10:00 - 10:30 金曜 18:00 - 18:30 金曜 17:30 - 18:00 土曜 10:00 - 10:30 土曜 10:00 - 10:15                    | テレビ東京系列                | |            |
| 岡山県・香川県 | テレビせとうち           | 2004年4月3日 - 2005年3月26日 2005年4月1日 - 2006年3月31日 2006年4月7日 - 2007年3月30日 2007年4月7日 - 2010年3月27日 2010年4月3日 - 2011年4月2日                       | 土曜 10:00 - 10:30 金曜 18:00 - 18:30 金曜 17:30 - 18:00 土曜 10:00 - 10:30 土曜 10:00 - 10:15                    | テレビ東京系列                | |            |
| 福岡県         | TVQ九州放送              | 2004年4月3日 - 2005年3月26日 2005年4月1日 - 2006年3月31日 2006年4月7日 - 2007年3月30日 2007年4月7日 - 2010年3月27日 2010年4月3日 - 2011年4月2日                       | 土曜 10:00 - 10:30 金曜 18:00 - 18:30 金曜 17:30 - 18:00 土曜 10:00 - 10:30 土曜 10:00 - 10:15                    | テレビ東京系列                | |            |
| 日本全域       | BSジャパン               | 2004年4月6日 - 2006年3月28日 2006年4月4日 - 2009年3月31日 2009年4月7日 - 2010年3月30日 2010年4月6日 - 9月28日 2010年10月9日 - 2011年4月2日                            | 火曜 17:55 - 18:25 火曜 18:00 - 18:30 火曜 18:30 - 19:00 火曜 18:30 - 18:45 土曜 18:30 - 18:45                    | テレビ東京系列 BS放送         | 2009年4月以降、『ソウルイーター』の後枠として30分繰り下げ放送                                                                             |            |
| 日本全域       | AT-X                     | 2005年7月22日 - 2006年9月29日 2006年10月6日 - 2009年3月27日 2009年4月5日 - 2010年9月24日                                                                              | 金曜 13:00 - 14:00 金曜 13:00 - 13:30 金曜 11:00 - 11:30                                                          | アニメ専門CS放送              | リピート放送あり |            |
| 山形県         | 山形放送                 | 2005年10月19日 - 2010年3月31日 2010年4月4日 - 11月21日 | 水曜 16:00 - 16:30 日曜 6:00 - 6:30                                                                               | 日本テレビ系列                | 2ndから放送 |            |
| 日本全域       | アニマックス             | 2006年1月9日 - 2011年6月27日 2011年7月4日 - 2012年2月13日 | 月曜 18:30 - 19:00 月曜 19:00 - 19:30                                                                             | アニメ専門BS/CS放送           | リピート放送あり |            |
| 広島県         | 広島ホームテレビ         | 2006年10月11日 - 2007年4月4日 2007年6月4日 - 2008年3月31日 | 水曜 2:16 - 2:46（火曜深夜） 月曜 15:50 - 16:20                                                                   | テレビ朝日系列                | 1st・2nd傑作選 3rd |            |
| 広島県         | テレビ新広島             | 2008年4月9日 - 2011年3月30日 | 水曜 15:30 - 16:00                                                                                                | フジテレビ系列                | 3rd第146話から6th第297話まで放送 |            |
| 鹿児島県       | 鹿児島放送               | 2006年10月15日 - - 2008年3月30日 2008年4月5日 - 2009年3月28日 | 日曜 6:30 - 7:00 日曜 6:00 - 6:30 土曜 6:30 - 7:00                                                                | テレビ朝日系列                | 1st・2nd傑作選、3rd・4thを放送 |            |
| 宮崎県         | 宮崎放送                 | 2007年9月5日 - 2009年3月25日 2009年4月1日 - 2010年7月21日 | 水曜 14:55 - 15:25 水曜 15:00 - 15:30                                                                             | TBS系列                       | 4th第162話から6th第306話まで放送 |            |
| 富山県         | チューリップテレビ       | 2005年5月10日 - 10月4日 2005年10月17日 - 2006年3月27日 2006年4月3日 - 2008年3月24日 2008年4月7日 - 2009年3月16日 2009年3月30日 - 2010年3月22日 2010年3月29日 - 8月2日 | 火曜 16:24 - 16:54 月曜 15:25 - 15:54 月曜 15:29 - 15:57 月曜 15:27 - 15:55 月曜 15:20 - 15:48 月曜 15:28 - 15:56 | TBS系列                       | かいけつゾロリの後番組として放送。2ndから6thまで放送                                                                                      |            |
| 福島県         | テレビユー福島           | - 2008年3月29日 2008年4月5日 - 2011年6月4日 | 土曜 17:30 - 18:00 土曜 6:00 - 6:30                                                                               | TBS系列                       | [ † 6 ] |            |
| 石川県         | 北陸朝日放送             | 2008年4月5日 - 2009年3月28日 | 土曜 6:30 - 7:00                                                                                                  | テレビ朝日系列                | 3rd第105話から4th第159話まで放送 |            |
| 石川県         | 北陸放送                 | 2009年10月19日 - 2010年3月15日 2010年3月29日 - 2011年3月28日 | 月曜 16:28 - 16:58 月曜 16:24 - 16:52                                                                             | TBS系列                       | 4th第187話から5th第254話まで放送 |            |
| 青森県         | 青森朝日放送             | - 2010年3月27日 | 日曜 6:30 - 7:00                                                                                                  | テレビ朝日系列                | 2ndから6th第265話まで放送 |            |
| 福井県         | 福井放送                 | 2005年10月10日 - 2008年3月25日 2008年4月1日 - 2009年3月24日 2009年3月30日 - 2010年3月22日 2010年3月29日 - 2011年3月28日                                               | 火曜 16:24 - 16:54 火曜 15:30 - 16:00 月曜 15:00 - 15:30 月曜 15:55 - 16:24                                       | 日本テレビ系列 テレビ朝日系列 | 1st・2ndの傑作選（全26話）、 3rdから6th第299話まで放送                                                                                    |            |
| 奈良県         | 奈良テレビ               | 開始当初 2006年4月 - 2010年4月9日 | 金曜 18:00 - 18:30 金曜 18:30 - 19:00                                                                             | 独立局                        | 2ndから放送 |            |
| 長崎県         | テレビ長崎               | - 2007年9月25日 2007年10月7日 - 2010年6月20日 | 火曜 15:30 - 16:00 日曜 6:30 - 7:00                                                                               | フジテレビ系列                | 2ndから放送 |            |
| 宮城県         | 東日本放送               | - 2010年7月31日 | 土曜 6:00 - 6:30                                                                                                  | テレビ朝日系列                | 2ndから放送 |            |
| 岩手県         | 岩手めんこいテレビ       | - 2009年4月6日 2009年4月13日 - 2010年5月17日 2010年5月25日 - 10月26日                                                                                                 | 月曜 16:54 - 17:24 月曜 17:24 - 17:54 火曜 17:24 - 17:54                                                          | フジテレビ系列                | 1stから6thまで放送 |            |
| 熊本県         | テレビ熊本               | - 2009年3月23日 2009年4月4日 - 2011年3月19日 | 月曜 15:28 - 15:58 土曜 9:55 - 10:25                                                                              | フジテレビ系列                | 2ndから6thまで放送 |            |
| 滋賀県         | びわ湖放送               | - 2007年3月 2007年4月 - 2010年3月25日 2010年4月1日 - 2010年9月30日 2010年10月7日 - 2011年4月14日                                                                      | 木曜 17:25 - 17:55 木曜 17:15 - 17:45 木曜 17:30 - 18:00 木曜 17:20 - 17:50                                       | 独立局                        | [ † 8 ] [ † 9 ] |            |
| 和歌山県       | テレビ和歌山             | - 2011年4月16日 | 土曜 9:30 - 10:00                                                                                                 | 独立局                        | [ † 8 ] |            |
| 三重県         | 三重テレビ               | 2010年4月15日 - 2011年4月21日 | 木曜 17:00 - 17:30                                                                                                | 独立局                        | 6thのみ放送 |            |
| 新潟県         | 新潟テレビ21             | | 火曜 1:15 - 1:45（月曜深夜）                                                                                      | テレビ朝日系列                | 1st・2ndの傑作選を放送 |            |
| 新潟県         | 新潟総合テレビ           | 2011年7月22日 - 2012年7月6日 2012年7月7日 | 金曜 16:45 - 16:59 土曜 5:30 - 6:00                                                                               | フジテレビ系列                | 『ケロロ軍曹乙』の新作は未放送 |            |
| 静岡県         | 静岡朝日テレビ           | 2006年1月8日 - 3月26日 2008年1月12日 - 4月5日 | 日曜 12:27 - 12:55 土曜 6:00 - 6:30                                                                               | テレビ朝日系列                | 1stの傑作選（全12回）、3rdの傑作選を放送                                                                                                  |            |
| 静岡県         | 静岡第一テレビ           | | 火曜 1:56 - 2:26（月曜深夜）                                                                                      | 日本テレビ系列                | 1st・2ndの傑作選を放送 |            |
| 埼玉県         | テレ玉                   | 2015年4月4日 - | 土曜 18:30 - 19:00                                                                                                | 独立局                        | |            |
| 千葉県         | チバテレ                 | 2019年4月16日 - 6月25日 | 月曜-金曜 17:00 - 17:30                                                                                           | 独立局                        | 1stシーズンのみ（帯放送） |            |
| 深・ケロロ軍曹 |                          | | |                               | |            |
| 関東広域圏     | テレビ東京               | 2010年1月11日 - 3月29日 | 月曜 2:00 - 2:30（日曜深夜）                                                                                      | テレビ東京系列                | 製作局 |            |
| ケロロ軍曹乙   |                          | | |                               | |            |
| 関東広域圏     | テレビ東京               | 2010年4月5日 - 2011年4月4日 | 月曜 2:05 - 2:35（日曜深夜）                                                                                      | テレビ東京系列                | 製作局 |            |
| 日本全域       | AT-X                     | 2010年4月16日 - 10月1日 2010年10月12日 - 2011年4月5日 | 金曜 11:00 - 11:30 火曜 8:30 - 9:00                                                                               | アニメ専門CS放送              | リピート放送あり |            |
| 奈良県         | 奈良テレビ               | 2010年4月16日 - 2011年3月25日 2011年4月1日 - 4月22日 | 金曜 18:30 - 19:00 金曜 17:30 - 18:00                                                                             | 独立局                        | |            |
| 長崎県         | テレビ長崎               | 2010年6月27日 - 2011年4月17日 | 日曜 6:30 - 7:00                                                                                                  | フジテレビ系列                | |            |
| 宮城県         | 東日本放送               | 2010年8月7日 - 2011年3月26日 | 土曜 6:00 - 6:30                                                                                                  | テレビ朝日系列                | 7th第339話まで放送 |            |
| 富山県         | チューリップテレビ       | 2010年8月9日 - 2011年4月11日 | 月曜 15:28 - 15:56                                                                                                | TBS系列                       | 7th第339話まで放送した後、 第357話と第358話を放送                                                                                         |            |
| 山形県         | 山形放送                 | 2010年11月28日 - 2011年12月4日 | 日曜 6:00 - 6:30                                                                                                  | 日本テレビ系列                | |            |
| 福島県         | テレビユー福島           | 2011年6月11日 - 12月4日 | 土曜 6:00 - 6:30                                                                                                  | TBS系列                       | |            |
| 熊本県         | テレビ熊本               | 不明 - 2011年3月19日 | 土曜 9:55 - 10:25                                                                                                 | フジテレビ系列                | 7th第349話まで放送 |            |
| 日本全域       | アニマックス             | 2012年2月20日 - 2013年2月18日 | 月曜 19:00 - 19:30                                                                                                | アニメ専門BS/CS放送           | リピート放送あり |            |
| 日本地域       | カートゥーンネットワーク | 2019年12月1日 - | 月〜金 6:30 - 7:30 16:00 - 17:00 20:00 - 21:00 土曜 14:00 - 16:00                                                 | アニメ専門BS/CS放送           | 16:30 - 17:30は2019年12月から2020年3月まで 22:00 - 23:00 2019年12月から2020年10月まで 土日23:00 - 26:00は2021年1月2日から2021年7月4日まで |            |

1. ↑  野球、年末年始、オリンピックなどの関係で放送時間が変更される場合があった。第181話から字幕放送対応となった。
2. ↑  2005年7月22日 - 2006年9月29日は1時間枠で2話ずつ放送。
3. ↑  BS放送は2011年10月1日に開始。
4. ↑  2006年1月9日 - 2011年6月27日は『六時半蔵』枠で放送。
5. ↑  第145話まで放送。
6. ↑  1stから放送。2008年8月4日から2008年8月21日は月曜 - 金曜 10:50 - 11:20の『夏休み子供劇場』でも放送。
7. ↑  テレビ東京系列と同時間の遅れネット。
8. 1 2  1st・2ndシーズンの傑作選（全26話）と3rdから6thまで放送。なおテレビ和歌山にはタルルというキャラクターが存在する。
9. ↑  2011年4月14日の番組の最後で「次週からのこの時間は『ブリーチ』を放送します」というお知らせがあったが、第308話の予告はそのまま放送。
10. ↑  静岡県に関してはレギュラー放送はせず、映画公開期間に合わせて傑作選を放送している。

### 日本国外での放送
香港
有線兒童台、無綫電視翡翠台、TVB兒童台、無綫電視J2
台湾
中華電視公司（第1話 - 第154話）、カートゥーン ネットワーク（第155話 - 第205話）、MOMO親子台（第206話 - 256話）
韓国
2005年9月12日から2011年4月3日トゥーニバースにて放送
2015年7月20日からJEI TVにて放送
2016年度KBS Kidsにて放送
2019年6月7日からカートゥーン ネットワークにて放送
フィリピン
ABS-CBN、アニマックス
マレーシア
NTV7、アニマックス
インドネシア
antv、アニマックス
タイ
TITV、Channel 5、Gang Cartoon Channel
インド
アニマックス
アラブ世界
Spacetoon
イスラエル
Arutz HaYeladim
フランス
IDF1、Teletoon
イタリア
Italia 1、カートゥーン ネットワーク、Hiro、frisbee
スペイン
カートゥーン ネットワーク、K3（カタルーニャ語圏）

## スタッフ

### テレビ東京版
- 企画・制作 - サンライズ
- 原作 - 吉崎観音 (角川書店「少年エース」連載)
- 総監督（第1話 - 第103話） → 監修（第104話 - ） - 佐藤順一
- シリーズ構成 - 池田眞美子（第1話 - 第103話） → 横谷昌宏（第104話 - ）
- キャラクターデザイン・作画監修 - 追崎史敏
- 総作画監督 - 小池智史（第257話 - ）
- 美術監修 - 田尻健一（第104話 - ）
- 美術監督 - 田尻健一（第1話 - 第103話） → 駒田寛（第104話 - ）
- 色彩設計 - 中里智恵（第1話 - 第103話）、舟田圭一（第52話 - ）
- 撮影監修 - 福士享（第206話 - ）
- 撮影監督 - 福士享（第1話 - 第205話） → 後藤健男（第206話 - ）
- 編集 - 山森重之（第1話 - 第51話） → 板部浩章（第52話 - 第154話） → 今井大介（第155話 - ）
- 音響監督 - 鶴岡陽太
- 音楽 - 鈴木さえ子
- 音楽補（第206話 - ） - 掛川陽介、本澤尚之（第307話まで文字がやや小さい）
- 音楽プロデューサー - 佐々木史朗（第1話 - 途中まで）、福田正夫、眞野昇
- 音楽制作 - ビクターエンタテインメント → flying DOG、JVCエンタテインメント
- 音楽製作協力 - テレビ東京ミュージック、サンライズ音楽出版
- 音響効果 - 蔭山満(フィズサウンドクリエイション) 「かげやまみつる」名義
- 大小道具：今石進
- ホビー関連デザイン：平山円
- 連載：月刊少年エース、テレビマガジン、月刊コミックブンブン、ケロロランド、ケロケロエース
- プロデューサー
  - テレビ東京
    - 紅谷佳和[13]（第1話 - 第116話）→山川典夫（第117話 - 第218話）→吉野文（第219話 - 第271話）→紅谷佳和（第272話 - 第358話）

  - NAS
    - 笹田直樹（第1話 - 第90話）→実松照晃（第91話 - 第159話）→麻生一宏（第160話 - 第250話）→高橋知子（第251話 - 第358話）

  - SUNRISE
    - 大橋千恵雄（第1話 - 第180話）→尾崎雅之（第181話 - 第358話[注 12]）
- 制作プロデューサー：大橋千恵雄（第181話 - 第358話）
- アニメーション制作協力：ブリッジ（第181話 - 第358話）
- 監督：山本裕介（第1話 - 第103話）→近藤信宏（第104話 - 第358話）
- 製作：テレビ東京・NAS・サンライズ
- 著作権表記：(C) 吉崎観音 / KADOKAWA・BNP・テレビ東京・NAS・BV

## 声の出演
主要人物のみ挙げる。エンディングのクレジットでは「CAST」と表記されている。
- ケロロ軍曹：渡辺久美子
- タママ二等兵：小桜エツ子
- ギロロ伍長：中田譲治
- クルル曹長：子安武人
- ドロロ兵長（ゼロロ兵長）：草尾毅
- 日向冬樹：川上とも子（第1話 - 第230話） → 桑島法子（2代目、第232話 - 第358話）※第231話は出演なし
- 日向夏美：斎藤千和
- 日向秋：平松晶子
- アンゴル＝モア：能登麻美子
- 西澤桃華：池澤春菜
- 東谷小雪：広橋涼
- サブロー（623）：石田彰
- アリサ＝サザンクロス：矢島晶子
- ネブラ：大塚芳忠
- ヴァイパー：飛田展男
- ナレーション、ポール森山：藤原啓治

## 主題歌

### オープニング
1. 「ケロッ!とマーチ」（1stシーズン 第1話〈2004年4月3日〉 - 第51話〈2005年3月26日〉）
歌：角田信朗&いはたじゅり、レーベル：ビクターエンタテインメント、作詞：もりちよこ、作曲・編曲：沢田完
歌詞は1番と3番が使用されている（他に主題歌に使用されたこの曲のアレンジ版も同様）。
2. 「全国無責任時代」（2ndシーズン 第52話〈2005年4月1日〉 - 第78話〈2005年9月30日〉）
歌/演奏：ガガガSP、レーベル：Sony Music Records、作詞・作曲：コザック前田、編曲：ガガガSP
3. 「君にジュースを買ってあげる♥」（2ndシーズン 第79話〈2005年10月7日〉 - 第103話〈2006年3月31日〉）
歌/演奏：グループ魂、レーベル：Ki/oon Records、作詞：宮藤官九郎、作曲・編曲：富澤タク
4. 「晴れる道 〜宇宙人（オメェら）に合わせる顔がねぇ!〜」（3rdシーズン 第104話〈2006年4月7日〉 - 第129話〈2006年9月29日〉）
歌：JK（次長課長）、レーベル：R and C、作詞：JK（次長課長）、作曲・編曲：小室哲哉
第104話-106話は試作アレンジ版となっているため、実際の曲と音質が若干異なる（ただし、DVD版およびバンダイチャンネルによるインターネット配信版は除く）。
5. 「You-You-You」（3rdシーズン 第130話〈2006年10月6日〉 - 第154話〈2007年3月30日〉）
歌/演奏：POLYSICS、レーベル：Ki/oon Records、作詞・作曲：Hiroyuki Hayashi、編曲：POLYSICS
6. 「帰ってきたケロッ!とマーチ」（4thシーズン 第155話〈2007年4月7日〉 - 第183話〈2007年10月20日〉）
歌：財津一郎&小倉優子、レーベル：ビクターエンタテインメント、作詞：もりちよこ、作曲・編曲：沢田完
初代オープニング「ケロッ!とマーチ」のアレンジ版で、歌詞が大幅に変更されている。
アレンジ面ではテンポが若干速く、ベース音が聞こえやすくなっており、オーケストラアレンジも若干ではあるが深みが増している。また、歌詞の一部に財津の持ちネタである「やめてチョ〜ダイ!!」「非ッ常にキビシ〜ッ!!!!」（いずれも、かつての公開テレビ時代劇『てなもんや三度笠』でのギャグのフレーズとして知られる）がアドリブとして収録されている。
7. 「フンダリーケッタリー」（4thシーズン 第184話〈2007年10月27日〉 - 第205話〈2008年3月29日〉）
歌：ディラン&キャサリン、レーベル：YOSHIMOTO R and C Co.,Ltd、作詞：田中秀典、作曲：磯崎健史、編曲：百田留衣
この曲は本来、第181話から採用される予定だったが、楽曲のレコーディングや編集作業などが予定よりもやや遅れて完成したため、第184話からの採用となった。
8. 「なんて素敵な土曜日」（5thシーズン 第206話〈2008年4月5日〉 - 第231話〈2008年9月27日〉）
歌：ケロロ小隊（渡辺久美子、小桜エツ子、中田譲治、子安武人、草尾毅）、レーベル：フライングドッグ、作詞・作曲・編曲：パッパラー河合
9. 「ハローダーウィン! 〜好奇心オンデマンド〜」（5thシーズン 第232話〈2008年10月4日〉 - 第256話〈2009年3月28日〉）
歌：JAM Project、レーベル：ランティス、作詞・作曲：影山ヒロノブ、編曲：渡部チェル
10. 「ケロッ!とマーチ <小隊Ver.> 」（6thシーズン第257話〈2009年4月4日〉 - 第295話〈2009年12月26日〉）
歌：ケロロ小隊、レーベル：flying DOG、作詞：もりちよこ、作曲・編曲：沢田完
アルバム『ケロロソング、（ほぼ）全部入りであります!2』トラック9に収録されていたもの。
テレビ東京系列6局以外の放送では第307話まで本楽曲が使用された。
11. 「メンドク星マーチ <小隊Ver.>」（6thシーズン第296話〈2010年1月9日〉 - 7thシーズン 最終話[注 13]）
歌：ケロロ小隊、レーベル：flying DOG、作詞：織田佳子、作曲：ken sato、編曲：ken sato・林部亜紀子
編曲の欄に林部亜紀子の名前が入ったのは第298話の放送から。テレビ東京系列6局以外の放送では第308話から本楽曲が使用された。
第308話（2010年4月3日、7thシーズン）からは15分放送と『ケロロ軍曹乙』が並行して放送されたが、15分放送ではそれまでのような90秒のオープニングテーマはなくなり、「メンドク星マーチ」をBGMにした15秒のアニメーションが表示されている。『ケロロ軍曹乙』では6thシーズンまでと同様の90秒のオープニングがあり、アニメーションも新たに書き下ろされている。15分放送の最終回の拡大放送においては90秒のオープニングが存在し、『ケロロ軍曹乙』のオープニングと同じアニメーションが使われた。
なお、原曲は劇場版第5作の主題歌として使用され、高田純次と松元環季が歌唱している。

### エンディング
1. 「アフロ軍曹」（1stシーズン 第1話〈2004年4月3日〉 - 第18話〈2004年7月31日〉、第27話〈2004年10月2日〉 - 第39話（2004年12月25日〉）
歌：ダンス☆マン、レーベル：ビクターエンタテインメント、作詞・作曲・編曲：ダンス☆マン、ホーン編曲：川松久芳
劇中ではケロロたちがパーソナリティを務めるラジオ番組『ケロロ軍曹の怪傑ドーパミン』の主題歌および携帯電話の着信メロディとして使われている。また、原作ではこの曲のパロディである「アポロ10号」という曲が登場する。
2. 「地球（ペコポン）侵略音頭」（1stシーズン 第19話〈2004年8月7日〉 - 第26話〈2004年9月25日〉）
歌：オンド☆ガール[注 14] meets ケロロ小隊、レーベル：ビクターエンタテインメント、作詞：ダンス☆マン、作曲：ケロロ軍曹、編曲：宇宙音楽研究会
3. 「ケロロ小隊公認!熱烈歓迎的えかきうた!!」（1stシーズン 第40話〈2005年1月8日〉 - 第51話〈2005年3月26日〉）
歌：ケロロ・オールスターズ(ケロロ小隊＆More peach summer snow)、レーベル：ビクターエンタテインメント、作詞：おいざきふみとし+もりちよこ、作曲・編曲：沢田完
2週間ごとに担当メンバーが交代（ケロロ→ギロロ→タママ→クルル→ドロロ→ケロロ〈最後の1回〉）。ただし最初のケロロは第40話から第42話までの3週間を担当した。また、第185話Bパートではタママによる替え歌（桃華の顔を描くもの）が挿入された。
4. 「勝手に侵略者（シンリャクシャ） 」（2ndシーズン 第52話〈2005年4月1日〉 - 第78話〈2005年9月30日〉）
歌：小川直也☆岩佐真悠子、レーベル：ソニー・ミュージックダイレクト、作詞・作曲・編曲：磯崎健史
5. 「ココロの問題」（2ndシーズン 第79話〈2005年10月7日〉 - 第103話〈2006年3月31日〉）
歌：toutou、レーベル：SMEレコーズ、作詞：キタムラタケシ+青山紳一郎+coita、作曲：coita、編曲：森山フラミンゴ・反す刀で
歌詞の一部がケロロ軍曹仕様に変更されている。
6. 「勝利の花びら」（3rdシーズン 第104話〈2006年4月7日〉 - 第116話〈2006年6月30日〉）
歌：チナッチャブル（アンタッチャブル、若槻千夏）、レーベル：ソニー・ミュージック・ダイレクト、作詞：秋元康、作曲 ：加藤大祐・サラブレット、編曲：加藤大祐、コーラス：サラブレッズ）
7. 「サイクリング リサイクル」（3rdシーズン 第117話〈2006年7月7日〉 - 第141話〈2006年12月22日〉）
歌：きりん、レーベル：R and C、作詞：麒麟、作曲・編曲：小室哲哉
8. 「永遠に」（3rdシーズン 第142話〈2007年1月5日〉 - 第154話〈2007年3月30日〉）
歌/演奏：アフロマニア、レーベル：エピックレコードジャパン、作詞：ゲンゲン、作曲：アッキー、編曲：アフロマニア&塚崎陽平
9. 「くるっと・まわって・いっかいてん」（4thシーズン 第155話〈2007年4月7日〉 - 第168話〈2007年7月7日〉）
歌：キグルミ、レーベル：ビクターエンタテインメント、作詞：里乃塚玲央、作曲・編曲：川嶋可能、エンディング振付：依田朋子
本エンディングで流れるのは第2コーラスを除く各コーラスとフィニッシュ付近のサビの部分。
10. 「ニコニコチャンプ」（4thシーズン 第169話〈2007年7月14日〉 - 第192話〈2007年12月22日〉）
歌：NON STYLE、レーベル：R and C、作詞・作曲：井上裕介（NON STYLE）、編曲：野間康介・川口圭太
11. 「ケロ猫のタンゴ」（4thシーズン 第193話〈2008年1月5日〉 - 第205話〈2008年3月29日〉）
歌：皆川おさむとひばり児童合唱団、レーベル：flying DOG、作詞：相田毅、作曲・編曲：西脇辰弥
かつて皆川の歌った「黒ネコのタンゴ」のパロディ。
12. 「おまたせ地球（ペコポン）一丁!」（5thシーズン 第206話〈2008年4月5日〉 - 第218話〈2008年6月28日〉）
歌：ケロロ小隊 with アンゴル・モア、レーベル：ランティス、作詞：畑亜貴、作曲：伊藤真澄、編曲：菊谷知樹
13. 「僕らの合言葉」（5thシーズン 第219話〈2008年7月5日〉 - 第244話〈2008年12月27日〉）
歌：清浦夏実、レーベル：フライングドッグ、作詞・作曲：つじあやの、編曲：山本隆二
第233話・第262話・第279話・第291話・第358話ではピアノで編曲されたバージョンが挿入されている。第264話・第270話・第297話・第302話・第358話では原曲が挿入され、第264話・第358話ではエンディングのクレジットでもその旨が表示された。
14. 「ケッケッケロロの大作戦♪」（5thシーズン 第245話〈2009年1月10日〉 - 第256話〈2009年3月28日〉） 
歌：ケロロ小隊、レーベル：ランティス、作詞：畑亜貴、作曲：伊藤真澄、編曲：菊谷知樹
15. 「だいじょうぶスッポンポン・フレンド」（6thシーズン 第257話〈2009年4月4日〉 - 第282話〈2009年9月26日〉）
歌：小島よしお、レーベル：ランティス、作詞：畑亜貴、作曲：金井江右、編曲：安藤高弘
16. 「晴レルヤ!!」（6thシーズン 第283話〈2009年10月3日〉 - 第307話〈2010年3月27日〉）
歌：JAM Project、レーベル：ランティス、作詞・作曲：影山ヒロノブ、編曲：鈴木Daichi秀行
マキシシングル「ハローダーウィン! 〜好奇心オンデマンド〜」のカップリング曲。
17. 「くっつけはっつけワンダーランド」（15分放送では7thシーズン 第308話〈2010年4月3日〉 - 第356話〈2011年3月26日）、『ケロロ軍曹乙』では7thシーズン 第308話〈2010年4月4日深夜〉 - 第356話〈2011年3月27日深夜）、第358話〈2011年4月3日深夜〉）
歌：松元環季、レーベル：flying DOG、作詞・作曲・編曲：黒石ひとみ
18. 「ケロッ!とマーチ」（7thシーズン 第357話〈15分放送では2011年4月2日、『ケロロ軍曹乙』では2011年4月3日深夜〉）
歌：角田信朗&いはたじゅり、レーベル：ビクターエンタテインメント、作詞：もりちよこ、作曲・編曲：沢田完

### 主題歌のアニメーション
主題歌中に使われるアニメーションについて解説する。

#### オープニング
オープニングに共通する部分としては、タイトルロゴの部分で桜の花びらが舞っている（5代目では桜の代わりにミラーボールになっている）。
初代・4代目・5代目・7代目・8代目・9代目・10代目・11代目（『ケロロ軍曹乙』の7thシーズン以降）は独自のアニメーションを使っている。
一部のアニメーションにおいて、アニメ本編未登場かつそのオープニングが流れていた時期に初登場するキャラクターが登場する。
なお、初代オープニングのアニメーションの一部は第128話本編で流用されている。
- 初代では、第13話以前と第14話以降でアニメーションの一部とスタッフクレジットの表示タイミングが変更されている。
- 2代目は1stシーズンの、3代目はそれ以前のオープニングアニメーションおよび2ndシーズン4月から7月のアニメ本編のシーンを流用している。
- 4代目はそのシーズンに放送されるアニメーションの一部を再構成しているようである。
- 5代目では、歌詞の内容に沿ったアニメーションが見られる。ケロロを踏んでいるのは556、ラビーなどである。
- 6代目では、初代の映像の流れを基本としていくつかのシーンを新しいシーンに置き換えたものになっている（作画はすべて新規のものになっている）。第160話よりアニメーション全体に若干の修正が入り（フィニッシュ辺りのカットで「スポッ」という吹き出しが挿入されているなど）、スタッフクレジットの表示位置が若干変更された（ただし、DVD版およびバンダイチャンネルによるインターネット配信版は最初から修正済み）。
- 7代目（ただし第200話まで）では、主題歌を歌うディラン&キャサリンの姿もアニメーションで登場している。さらに歌詞のテロップの色がディランのソロの部分が青、キャサリンのソロの部分がピンク、2人で歌う部分は緑と色分けがされている。
また、第201話から第205話までは通常のものではなく超劇場版3のアニメーションの一部が使われた。
- 8代目の冒頭には放送開始5年目を記念して「TV ANIMATION 5th ANNIVERSARY」と表記された黄色の星マークが登場する（星の各頂点に丸囲みでケロロ小隊5人の顔がある）。また、ケロロ小隊隊員のソロの部分は歌詞テロップの色がその隊員の体色と同じ色で全員の部分は緑色（ケロロのソロと同じ色）になっており、さらにセリフの部分のみ書体を変更している。
- 9代目の冒頭にも「TV ANIMATION 5th ANNIVERSARY」と表記された黄色の星マークが登場する。
7代目のときと同様、第252話から第256話までは通常のものではなく超劇場版4のアニメーションの一部が使われている。最初はケロロ・冬樹中心、次にタママ・桃華中心と、各話微妙に異なっている。
- 10代目では5代目同様、歌詞の内容に沿ったアニメーションが見られる。また、8代目同様の色分けがある（セリフ部分の書体変更はなし）。
- 11代目のアニメーションは、6thシーズン中は超劇場版5のアニメーションの一部が使われている。歌詞の書体が変更されている（色分けは10代目と同様で、セリフ部分の書体区別はなし）。7thシーズン以降の15分放送では前述のとおり、最終回以外は90秒のオープニングテーマに代わって15秒のアニメーションが表示されている（『ケロロ軍曹乙』では6thシーズンまでと同様の90秒で、アニメーションは5代目や10代目同様、歌詞の内容に沿ったアニメーションが見られる）。

#### エンディング
- どのシーズンのものも独自のアニメーションを使っているが、一部のエンディングではCGを使う場合もある。
- 5代目以降はスタッフクレジットに太めの縁取りが入るようになり、アニメーションの一部にはクレジット表示専用の部分が存在するようになった。その部分は普通は画面右半分か下半分であり、3rdシーズンは8代目エンディングが右半分である以外はすべて下半分である。
- エンディングではスタッフクレジットにアニメーションを入れる場合もある。
- 3代目の歌詞のテロップはカラオケボックスのもののように歌われた部分が塗られていく（色は各隊員の体色）という方式だった。
- 4代目では、第74話と第78話のエンディングアニメーションのみ、サビに入る直前で25分割になるうちの一枚だけ（右から2番目の列：下から2番目の行）ケロロ軍曹の顔が腹黒いときの表情になっている。
- 7代目で自転車をこいでいるのは556である。
- 8代目はアニメーション制作現場を映した実写映像を加工したものが使われている。登場する人物の顔はケロロ小隊のメンバーの顔に置き換わっている。
- 9代目は歌に合わせてケロロ、ギロロ、ゼロロ（ドロロ）、クルル、プルル（以上5人は幼年体）とタママが踊っている映像であり、アーティストのキグルミも顔だけ登場している。クレジットの表示位置は上半分であり、太い縁取りは緑色になった。また、すべての歌詞が平仮名になっていた。
- 12代目は実写のような映像になっており、ケロロ小隊のパペットが登場する。歌詞テロップに8代目オープニングと同じ色分けがある（モアは紫。セリフ部分の書体変更はなし）。
- 13代目のアニメーションは前奏4小節を除き、週替わりで放送内容に沿った1枚の静止画（途中で数枚出たり一部もしくは全部が動画になっている場合もある）をゆっくりとズームアウトしていく形になっている。曲にあわせて左右に揺れながら手拍子しているケロロ小隊が映っているのは毎回共通である（前奏4小節は画面中央、他は右下）。また、最後に出てくる「製作」のクレジットは静止画の都合上毎回出る場所が変化するほか、途中で絵が数枚挿入される場合はそのシーンだけスタッフクレジットの表示が消えるため、それ以降のクレジット表示タイミングが若干ずれる。第234話に対する次回予告にてエンディングが毎週変わっていることにケロロが言及していた。
- 14代目は画面左上が映像、右半分がクレジットとなっている（左下は何もなし）。映像は「正月」や「初登場回」といったあるテーマに基づいた過去のアニメ本編中の映像であり、毎週変わる。終盤は、超劇場版の映像を流した。冒頭には8・9代目オープニングでも表示された5周年記念の星マークが登場する（東宝映画のオープニング画面のパロディ）。歌詞テロップには12代目と同じ色分けが見られ、セリフの部分は一部後から挿入される形で表示されるものもある。なお、サビ部分で実際に歌われている歌詞と表示されている歌詞が異なる部分が1か所ある。
- 15代目は9代目や11代目と同様のダンス映像。踊っているのはケロロ小隊の5人（さらに一時的にジョリリが登場）で映像の一部に小島よしおの代表ネタの「そんなの関係ねぇ!!」のダンスポーズを模したカットが含まれている。歌詞テロップの色は他と同じく緑だが、セリフの一部は虹色（ルビは白）になっている。小島よしおによって描かれた絵が一部ある。
- 17代目はスタッフクレジットが下から上に流れていく形式に変更されており、オープニングテーマがなくなった関係でこれ以前にオープニングでクレジットされていたものもすべてエンディングにまとめてクレジットされている。また、エンディングの枠の中で最後に次回予告が表示されるようになった。オープニングおよびエンディングアニメーションに関するスタッフクレジットがすべて省略されている。『ケロロ軍曹乙』では90秒のオープニングや次回予告枠があるため以上の変更はない。
  - 第353話ではエンディングテーマ中に抽選プレゼントのお知らせが挿入された。このときはクレジットの表示を早め[注 15]、次回予告の表示タイミングをずらし、余った時間にお知らせが流された。
- 18代目は15分放送の最終回限定のものであり、本編と連続したアニメーションが使用された。歌詞テロップも出なかった。

### 主題歌の変遷
1stシーズンでは主題歌にアニメオリジナルの楽曲を使っていたが、2ndシーズンでは主題歌をアニメオリジナルの曲ではなくタイアップ曲を中心に起用するようになった。劇場版・3rdシーズンは作詞や作曲に有名なミュージシャンとライターを起用し、同時期から4thシーズンまではアーティストには主にお笑い芸人を起用していた。なお、アニメの本編で主題歌のアーティストにちなんだパロディをすることもある。5thシーズンの初めは1stシーズン以来となるアニメオリジナルの楽曲が使われた。
タイアップしていたソニー・ミュージックとそのグループ会社のキューンレコードとエピックレコードジャパンは2007年3月31日をもって契約解消した。4thシーズンに関してはオープニングテーマ、エンディングテーマ共に1stシーズン以来2年ぶりにビクターエンタテインメント（第181話以降はJVCエンタテインメントが担当）の楽曲に回帰した（アニメ編集のソニーPCLとの契約は継続）。また、4thシーズン終了をもってYOSHIMOTO R and C Co.,Ltdとも契約解消した模様。5thシーズン以降は代わりにランティスが担当している。

## 挿入歌
ケロロ軍曹のアニメではかなり多くの曲が挿入歌として挿入されている。以下にその一覧と挿入された回を明記する。ただしあまりに多く挿入されているものは（略）とし、エンディングで「挿入歌」とクレジットがあった回は太字にし、原曲のままで挿入されていない場合は斜体にして補足を付記してある。また他にも曲に補足がある場合はそれも併記した。

### 1stシーズン
※1stシーズン中に発表された挿入歌の一覧。順序は『ケロロソング、全部入りであります!』に収録されている順番に合わせている。
- 「ギロロの一番長い日」
歌：ギロロ&夏美、作詞：池田眞美子、作曲・編曲：沢田完、挿入話：（略）
- 「パワードスーツを脱がさないで」
歌：More Peach Summer、作詞：西直紀、作曲・編曲：高浪敬太郎、挿入話：46話・62話・88話・152話
歌詞は下記楽曲名がパロディされている。
  - 「白いパラソル」、「青い珊瑚礁」（歌：松田聖子）
  - 「ハートのエースが出てこない」（歌：キャンディーズ）
  - 「ウォンテッド (指名手配)」（歌：ピンク・レディー）
  - 「ザ☆ピ〜ス!」、「恋愛レボリューション21」（歌：モーニング娘。）
  - 「Yeah! めっちゃホリディ」、「LOVE涙色」（歌：松浦亜弥）
  - 「およしになってねTEACHER」（歌：おニャン子クラブ）
  - 「うしろゆびさされ組」（歌：うしろゆびさされ組）
  - 「渚のはいから人魚」（歌：小泉今日子）
  - 「淋しい熱帯魚」（歌：Wink）
- 「恋するシューティング☆スター」
歌：すもも（いはたじゅり）、作詞・作曲・編曲：鈴木さえ子・掛川陽介・本澤尚之、挿入話：12話・19話・27話・78話・117話・351話
第12話のクレジットでは「歌：いはたじゅり、作詞・作曲・編曲：鈴木さえ子&TOMISIRO」と表記されていた。
- 「アフロ戦争 〜ダンス☆マンVSダソヌ☆マソ〜」
歌：ダンス☆マンVSダソヌ☆マソ、作詞・作曲・編曲：ダンス☆マン、挿入話：47話・56話・88話・114話（ダソヌ☆マリが歌うバージョンあり）・126話・155話・174話・196話・218話・238話・273話・296話
- 「Birthday Song <326 mix>」
歌：鈴木さえ子 featuring サブロー、作詞：ひかわさくら、作曲・編曲：鈴木さえ子・掛川陽介・本澤尚之、挿入話：35話・87話・190話（190話では3回挿入）・342話Bパート
一部の電子商取引サイトにて、『ケロロソング、全部入りであります!』の収録曲として本曲を「Birthday Song <623 mix>」と表記している。
- 「Come On! Come On!」
歌：永井ルイ with ケロロ軍曹、作詞・作曲・編曲：永井ルイ、挿入話：32話
- 「クリスマス・ケロル」
歌：ケロロ聖歌隊、作詞：松浦有希、作曲・編曲：窪田ミナ、挿入話：39話、『宇宙でもっともギリギリなCD』第5巻
曲名はチャールズ・ディケンズの小説『クリスマス・キャロル』から。

### 2ndシーズン
※2ndシーズン中に発表された挿入歌の一覧。順序は『ケロロソング、（ほぼ）全部入りであります!2』に収録されている順番に合わせている。
- 「どすこい軍曹」
歌：スモウ小隊、作詞：西直紀、作曲：中シゲヲ、編曲：西平彰、挿入話：70話・155話・331話
『宇宙でもっともギリギリなCD』第1巻のCMソングとして使われている。レコーディングの際、多摩ノ島（小桜）のパートのみ、小桜のスケジュール上の都合から別録りとなった。
- 「ナムルの純真」
歌：More Peach Summer Snow、作詞・作曲・編曲：ダンス☆マン、挿入話：88話・155話・199話（199話では2回挿入）・349話
ケロロ軍曹の3rdシーズンのDVDのCMソングにも起用された。曲名はPUFFYの「アジアの純真」のパロディ[要出典]だが、曲のジャンルやメロディーは全然違う。また、88話の曲は、実際には完全版ではなく、編集されている。
- 「いろのいろいろ」
歌：鈴木さえ子、作詞・作曲・編曲：鈴木さえ子・掛川陽介・本澤尚之、挿入話：61話・98話（編曲されたバージョンは略）
3代目エンディングが収録された「ケロロのおえかきCD」のCMの最後に一瞬だけこの曲がかかった。また、『ケロロソング、（ほぼ）全部入りであります!2』以外に『オリジナルサウンドケロック2』にも収録されている。
- 「ありそでなさそなギリギリのブルース」
歌：ギロロ&夏美、作詞：中田譲治&斎藤千和、作曲・編曲：高浪敬太郎、挿入話：100話・122話・147話・150話・157話
- 「556（コゴロー）燃える愛のテーマ」
歌：556&ラビー、作詞：おいざきふみとし、作曲・編曲：特殊法人（仮）宇宙熱魂探偵団、挿入話：2ndシーズン以降の556の台詞があるすべての回（192話・351話A-9を除く）・155話
- 「ガブリンゴかじり隊」
歌：More Peach Summer Snow、作詞：西直紀、作曲・編曲：鈴木智文、挿入話：73話（竹の子族がBGMとして使用・原曲と調が異なる）・96話
- 「石ころの星」
歌：冬樹&ケロロ、作詞：吉崎観音、作曲・編曲：鈴木さえ子・掛川陽介・本澤尚之、挿入話：97話・103話・116話・120話・123話・137話・142話・151話・154話・173話・191話・194話・195話・204話・210話・264話・268話・357話

1. 原曲以外に編曲されたバージョンがいくつか使用されている。

- 「ケローリー・ナイト」
歌：ケロロ聖歌隊、作詞：松浦有希、作曲・編曲：窪田ミナ、挿入話：90話・243話
- 「宇宙でもっともギリギリなテーマ」
歌：ギリ☆ラバ、作詞・作曲・編曲：鈴木さえ子 with TOMISIRO、挿入話：（略）
1stシーズンからよくメロディのみで挿入されている（歌詞入りで挿入されたことはいまだない）が正式に発表されたのは2ndシーズンなのでここに含めた。『宇宙でもっともギリギリなCD』の全巻のオープニングテーマで、巻ごとに歌詞が異なる。『ケロロソング、（ほぼ）全部入りであります!2』には収録されていない。原曲は『オリジナルサウンドケロック』に収録されている「KERORO GUNSO」。
- 「Dear Friend」
歌：鈴木さえ子、作詞・作曲・編曲：鈴木さえ子・掛川陽介・本澤尚之、挿入話：73話・97話・103話
『ケロロソング、（ほぼ）全部入りであります!2』には収録されていない。『オリジナルサウンドケロック2』に収録。

### 3rdシーズン
3rdシーズンでは、「ウェットルキングのうた」（後述）が数度挿入されたが、詳細が判明したのは4thシーズンであり、ドラマCDやアルバムも発売されていないため、このシーズンで新たに判明した挿入歌はない。

### 4thシーズン
- 「ポポイ・ザ・ケロンマン（ケロロ小隊歌）」
歌：ケロロ小隊 （ケロロ・ギロロ・タママ・クルル・ドロロ）、作詞：西直紀、作曲・編曲：鈴木さえ子・掛川陽介・本澤尚之、挿入話：155話・157話（ケロロとタママの鼻歌）・166話（157話と同じ）・174話・177話・179話
11代目エンディング「ケロ猫のタンゴ」のカップリング曲として収録された。作中では「ケロロ小隊歌」とされている。曲名はアニメ『ポパイ』のオープニングテーマ「ポパイ・ザ・セーラーマン」から。後に原作でも第124話・125話で使われている。
- 「ウェットルキングのうた」
歌・演奏：植津徹とザ・キングスターズ、作詞：山口宏、作曲・編曲：植津徹とザ・キングスターズ、挿入話：113話・116話・152話・166話・215話・272話
『ケロロソング、（そこそこ）全部入りであります!3』トラック5に収録。同アルバムでは作詞の山口宏は「宇宙ヤマグチヒロシ」名義。
- 「アフロ軍曹でくるくるパ〜ンツ!」
歌：ダンス☆マン、作詞・作曲・編曲：ダンス☆マン、ホーン編曲：川松久芳、挿入話：174話・223話
ミニアルバム『ダンス☆マン respects ケロロ軍曹』に収録。曲名について、第174話のエンディングでは「アフロ軍曹でくるくるパ〜ンツ!」と表示されていたが、アニメ本編中の表記や同アルバムでの曲名表記は「アフロ音頭でくるくるパ〜ンツ!」となっている。
- 「宇宙レイディオ体操のうた」
歌：プーワ・イエローッス[注 16]、作詞：吉崎観音、作曲・編曲：プーワ・イエローッス、挿入話：175話
『ケロロソング、（そこそこ）全部入りであります!3』トラック1に収録。
- 「恋の呪文はケロロスキー」
歌：More Peach Summer Snow、作詞：松浦有希、作曲・編曲：窪田ミナ、挿入話：192話・243話
『ケロロのクリスマスアルバム』トラック2に収録。
- 「Ding Dong 〜戦場のCAKE〜」
歌：ケロロ聖歌隊、作詞：ACKO、作曲・編曲：永井ルイ、挿入話：192話・243話
『ケロロのクリスマスアルバム』トラック1に収録。

第155話で「ケロポッドシャッフル」によって流された曲は、順に「アフロ軍曹」→「侵略音頭」（「地球侵略音頭」）→「ケロッとマーチ」（「ケロッ!とマーチ」）→「アフロ戦争」（「アフロ戦争〜ダンス☆マンVSダソヌ☆マソ〜」）→「どすこい軍曹」→「ギロロの一番長い日」→「ナムルの純真」→「熱烈歓迎的えかきうた」（「ケロロ小隊公認!熱烈歓迎的えかきうた!!」（タママバージョン））→「556燃える愛のテーマ」である。以上の曲は全てこのアニメ用に書かれた曲であり、タイアップの曲は含まれていない。
なお、4thシーズン以降のドラマCDおよびサウンドトラックはこれまでのビクターエンタテインメントに代わってflying DOGからリリースされる。

### 5thシーズン
- 「ネバーランド」
歌：清浦夏実、作詞・作曲：清浦夏実、編曲：島田昌典、挿入話：233話・263話
13代目エンディング「僕らの合言葉」のカップリング曲。
- 「燃えろ! ケロロ」
歌：土田晃之、作詞：里乃塚玲央、作曲：沢田完、挿入話：251話
超劇場版3の挿入歌。第251話のクレジットでは作詞が「里野塚玲央」と表記されている。

### 7thシーズン
- 「星のささやく物語」
歌：シオン（水樹奈々）、作詞：山口宏、作曲・編曲：鈴木さえ子・掛川陽介・本澤尚之、挿入話：332話、333話、346話、356話
超劇場版4の挿入歌。なお、現在挿入されている全ての話においてインストゥルメンタルとなっている。

## メディアミックス
メディアミックスでもさまざまなパロディが存在する。

### ドラマCD

#### 『ケロロ軍曹 地球（ペコポン）侵略CD』
1stシーズンに発売されたドラマCDである。全5巻。各巻の発売日・サブタイトル・収録曲は以下の通り。
発売年はすべて2004年。なお、第1巻のみ初回限定盤が存在し、特典として限定版BOXが付いている。
| 巻数           | 発売日   | ドラマサブタイトル                                   | 収録曲                       |
| -------------- | -------- | ---------------------------------------------------- | ---------------------------- |
| 第1巻 ケロロ編 | 8月21日  | 戦え!地球戦士 全4話 であります                       | 地球侵略音頭                 |
| 第2巻 ギロロ編 | 9月22日  | 夏美 1/18計画 であります                             | ギロロの一番長い日           |
| 第3巻 タママ編 | 10月21日 | タママ クイズ DE げもら〜 であります                 | Come On! Come On!            |
| 第4巻 クルル編 | 11月21日 | 秘密の花園 アドレナリン・ガールズ であります         | パワードスーツを脱がさないで |
| 第5巻 ドロロ編 | 12月16日 | 元祖・怪傑ドーパミン クリスマス・ジャック であります | クリスマス・ケロル           |

各巻のトラックは次のようになっている。
1. ケロッ!とマーチ（超ショートバージョン）
2. 地球（ペコポン）侵略ドラマ
3. アフロ軍曹（超ショートバージョン）
4. 次回予告
5. 収録曲
6. 収録曲（オリジナルカラオケ）

ただし、以下のような違いもある。
- 第1巻は最初のトラックに「イントロダクション」が入っていて以降のトラック数はスライドされている。
- 第2巻はトラック2 - 7がドラマであり、各トラックの題名は「1/18計画」「変身」「プチニョロを倒せ!」「やめてくれ」「夏美の怒り」「ネコが来た」となっている。「アフロ軍曹（超ショートバージョン）」以降はトラック8 - 11にスライドされている。
- 第5巻はトラック4が「次回予告……ではありません…」に変更されている。また、トラック6には「ドロロと小雪の、ゆく年くる年」があり、そのため収録曲のオリジナルカラオケはトラック7にスライドされている。トラック8（最終トラック）には「グランド・フィナーレ!」が入っている。

#### 『ケロロ軍曹 宇宙でもっともギリギリなCD』
2ndシーズンに発売されたドラマCDである。全5巻。各巻の発売日・サブタイトル・収録曲（エンディングテーマ）・初回限定盤特典は以下の通り。
発売年はすべて2005年。
| 巻数  | 発売日   | ドラマサブタイトル                  | 収録曲                             | 限定盤特典                                 |
| ----- | -------- | ----------------------------------- | ---------------------------------- | ------------------------------------------ |
| 第1巻 | 7月21日  | そのいちっ“モアとケロロ”であります! | どすこい軍曹                       | 特典ストラップ「ゲロロ艦長」               |
| 第2巻 | 8月24日  | そのにっ“556とラビー”であります!    | 556燃える愛のテーマ                | 特典ストラップ「スモモちゃん」             |
| 第3巻 | 9月22日  | そのさんっ“ギロロと夏美”であります! | ありそでなさそなギリギリのブルース | 特典ストラップ「うさギロロ」               |
| 第4巻 | 10月21日 | そのよんっ“ドロロと小雪”であります! | ガブリンゴかじり隊                 | 特典ストラップ「看護婦モアちゃん」         |
| 第5巻 | 11月23日 | そのごっ“冬樹と桃華”であります!     | ケローリー・ナイト                 | 特典ストラップ「小学生ケロロ」 全CD収納BOX |

各巻のトラックは次のようになっている。
1. オープニングテーマ
2. 地球（ペコポン）侵略ドラマ第二弾
3. エンディングテーマ
4. 次回予告
5. キャスト紹介（ドラマ中の登場人物のキャストの、一つのお題に対してのトーク。トラック名にはその巻の主役になっているケロロ小隊隊員の口癖である語尾がつくことがある。たとえば1巻なら「キャスト紹介であります」など）
6. エンディングテーマ（オリジナルカラオケ）

トラック2は「第二弾」の直後に前述のドラマサブタイトルが入っている。また、第5巻では予告がなく、代わりに「クリスマスプレゼント・スペシャルトラック」がある。
補足
- CMで放送されたのは1巻と5巻のみである。
- 内容はアニメ版に沿っており、地球は「ペコポン」と呼ばれている。
- 各巻のジャケットの題字はケロロ小隊の各隊員を演じる声優が担当している。第1巻から順に、ケロロ・タママ・ギロロ・ドロロ・クルルである。
- 第4巻のキャスト紹介は当初のお題から外れて「お酒の失敗談」に変わっているのだが、歌詞カードのキャスト紹介の欄に「未成年は飲酒してはいけない」という内容の警告があった。これは、このCDが未成年を対象としているものであり、そのため飲酒の宣伝が制限されているためである。#原作漫画との相違点も参照。
- 第4巻のドラマの内容は原作第85話の内容に沿っており、後にアニメでも第98話Bパートで放送され、骸（ムクロ）・頭領役の声優は大原さやか・丸山詠二がドラマCDから続けて担当している。しかし、同巻に登場する「骸」（ガイ）・「雷霊」はドラマCDオリジナルであり、アニメには受け継がれなかった（姿だけは出てきた）。

### 音楽CD

#### サウンドトラック
- ケロロ軍曹 オリジナルサウンドケロック（2004年7月21日）
- ケロロ軍曹 オリジナルサウンドケロック2（2005年2月23日）
- ケロロ軍曹 オリジナルサウンドケロック3（2006年4月21日）
以上3作はテレビアニメにおけるサウンドトラック。
- 超劇場版1・2・3! サントラ名曲集であります!!（2008年7月30日）
劇場版の3作目までに関連する楽曲や劇中BGMを収録している。全38曲。

#### アルバム
- ケロロソング、全部入りであります!（2005年3月24日）
1stシーズンの主題歌・挿入歌全11曲がすべて収録されている。
- ケロロソング、（ほぼ）全部入りであります!2（2006年3月8日）
2ndシーズンの挿入歌全8曲と「ケロッ!とマーチ 小隊Ver.」が収録されている。主題歌となった曲（SonyMusicよりの曲）は除かれているため“ほぼ”となっている。
- ケロロのクリスマスアルバム（2007年12月5日）
クリスマスソング全6曲（アニメ未挿入のものを含む）とそれぞれのオリジナルカラオケが収録されている。このアルバムよりflying DOGからの発売となる。このCDは完全限定生産商品である。
- ダンス☆マン respects ケロロ軍曹（2009年2月25日）
ダンス☆マンがこれまでに歌ってきた主題歌・挿入歌が収録されている。
- ケロロソング、（そこそこ）全部入りであります!3（2009年3月25日）
3rd - 5thシーズンの曲が収録されている。「ポポイ・ザ・ケロンマン」など未収録の曲があるため「そこそこ」となっている。
- ペコポン侵略ソング、大集合であります!（2009年6月24日）
1st - 5thシーズンの曲から10曲が収録されている。

### ゲーム

#### コンシューマーゲーム
| タイトル                                               | 対応OS・ハード     | 発売日         |
| ------------------------------------------------------ | ------------------ | -------------- |
| ケロロ軍曹 メロメロバトルロイヤル                      | PS2                | 2004年9月30日  |
| ケロロ軍曹 対決!劇走ケロンプリ大作戦であります!!       | GBA                | 2004年12月9日  |
| ケロロ軍曹 ケロッとタイピングであります!               | Windows 98/2000/XP | 2005年3月11日  |
| ケロロ軍曹 メロメロバトルロイヤルZ                     | PS2                | 2005年11月17日 |
| ケロロ軍曹 ケロッとタイピング2であります!              | Windows 98/2000/XP | 2006年3月10日  |
| 超劇場版ケロロ軍曹 演習だヨ!全員集合                   | DS                 | 2006年3月16日  |
| ケロロ軍曹 演習だヨ!全員集合 パート2                   | DS                 | 2007年2月22日  |
| みつけて!ケロロ軍曹 まちがいさがし大作戦であります!    | DS                 | 2007年9月27日  |
| 超劇場版ケロロ軍曹3 天空大冒険であります!              | DS                 | 2008年2月28日  |
| 超劇場版ケロロ軍曹 撃侵ドラゴンウォリアーズであります! | DS                 | 2009年2月19日  |
| ケロロRPG 騎士と武者と伝説の海賊                       | DS                 | 2010年3月4日   |
| ヒーローズファンタジア                                 | PSP                | 2012年1月19日  |
| スーパーロボット大戦Operation Extend                   | PSP                | 2013年7月18日  |

#### モバイルゲーム
| タイトル                                     | 配信元               | 配信開始日     |
| -------------------------------------------- | -------------------- | -------------- |
| ケロロ軍曹 ケロケロマシン猛レース            | バンダイコレクション | 2008年6月26日  |
| ケロロ軍曹 紅白恐怖!?手旗訓練であります      | バンダイコレクション | 2008年9月1日   |
| ケロロ軍曹 積んど君処理!? 隠密作戦であります | バンダイコレクション | 2008年10月27日 |
| ケロロ軍曹 ドロロvs.侵略宇宙人!?であります   | バンダイコレクション | 不明           |
| ケロロ軍曹 ケロロクエストであります          | バンダイコレクション | 不明           |

| タイトル                       | 配信元                             | 配信開始日                                                               |
| ------------------------------ | ---------------------------------- | ------------------------------------------------------------------------ |
| ケロロ軍曹〜ご当地侵略大作戦〜 | Mobage                             | 2011年8月12日（フィーチャーフォン用） 2011年12月21日（スマートフォン用） |
| けものフレンズ                 | ネクソン                           | 2015年3月26日 - 4月9日（期間限定コラボ）                                 |
| スーパーロボット大戦X-Ω        | バンダイナムコエンターテインメント | 2019年5月16日 - 23日（期間限定コラボ）                                   |
| テイルズ オブ ザ レイズ        | バンダイナムコエンターテインメント | 2023年6月30日 - 7月14日（期間限定コラボ）                                |

#### オンラインゲーム
国内サーバ
- ケロボール奪取であります
- ケロロの心理うらない
- ケロットカードうらない
いずれも無料のミニゲーム。配信元はYahoo!きっずゲーム。

海外サーバ
- KERORO Racing
- KERORO Fighter
- KERORO Pang Pang
- KERORO RPG（予定）
韓国のGoorm Interactiveによるサービスのオンラインゲーム。日本でのサービス開始の発表は2013年5月現在なされていない。

### 小説
『愛爆発!地球消滅5秒前』が短編集、それ以外は長編となっている。設定は原作・アニメ双方のものが混在している。なお地球の呼称はすべて「ペコポン」になっている。また、2007年3月9日に劇場版第2弾の小説が発売された。すべてB6判で、定価は567円（税込）。
- 小説侵略!ケロロ軍曹〜愛爆発!地球消滅5秒前〜 著：あすか正太 イラスト：吉崎観音 口絵イラスト：愛姫みかん ISBN 4-04-853942-6
- 小説侵略!ケロロ軍曹〜姿なき挑戦者!?〜 著：伊豆平成 イラスト：吉崎観音 口絵イラスト：愛姫みかん ISBN 4-04-853943-4
- 小説侵略!ケロロ軍曹〜たぶん伝説へ〜 著：伊豆平成 イラスト：吉崎観音 口絵イラスト：愛姫みかん ISBN 4-04-853944-2
- 小説侵略!ケロロ軍曹〜深海のプリンセスであります!〜 著：伊豆平成 イラスト：吉崎観音 本文イラスト：愛姫みかん ISBN 978-4-04-854085-8
- 小説侵略!ケロロ軍曹〜ケロロ対ケロロ 天空大決戦であります!〜 著：伊豆平成 イラスト：吉崎観音 ISBN 978-4-04-854168-8
- 小説侵略!ケロロ軍曹 撃侵ドラゴンウォリアーズであります！〜 著：伊豆平成 イラスト：吉崎観音 ISBN 978-4-04-631015-6
- 小説侵略!ケロロ軍曹 誕生！究極ケロロ奇跡の時空島であります！！〜 著：伊豆平成 イラスト：吉崎観音 ISBN 978-4-04-631085-9

### 子ども向けBOOK
『おあそびえほん』は、1から5までがそれぞれのアニメの中で各巻のテーマ（ケロロ小隊関連、メカ関連、作戦関連、スポーツ関連、食べ物関連）に準じた作品のセレクト、6は『超劇場版ケロロ軍曹』を絵本化したもの。各巻には色々な遊びなどが入っている（なお、題名の数字は正しくは丸数字）。定価はすべて税込とする。
- 『ケロロ軍曹 おあそびえほん (1)ケロロとなかまたち』ISBN 4-04-853891-8 発売日：2005年7月15日 定価：680円
- 『ケロロ軍曹 おあそびえほん (2)ケロロとのりもの』ISBN 4-04-853892-6 発売日：2005年8月8日 定価：680円
- 『ケロロ軍曹 おあそびえほん (3)ケロロのぼうけん』ISBN 4-04-853905-1 発売日：2005年9月15日 定価：680円
- 『ケロロ軍曹 おあそびえほん (4)ケロロとスポーツ』ISBN 4-04-853916-7 発売日：2005年10月14日 定価：680円
- 『ケロロ軍曹 おあそびえほん (5)ケロロとたべもの』ISBN 4-04-853917-5 発売日：2005年11月15日 定価：680円
- 『ケロロ軍曹 おあそびえほん (6)超バトル!ケロロ対キルル』ISBN 4-04-853966-3 発売日：2006年4月25日 定価：680円
- 『ケロロ軍曹 ケロキャラブック』ISBN 4-391-92087-5
- 『ケロロ軍曹 大百科であります』ISBN 4-04-853893-4 発売日：2005年8月30日 定価：840円
- 『ケロロ軍曹 シールブック』ISBN 4-04-853755-5 発売日：2004年7月30日 定価：588円
- 『ケロロ軍曹 シールブックみどり』 発売日：2006年2月22日 定価：588円
- 『ケロロ軍曹 シールブックあか』 発売日：2006年2月22日 定価：588円

### ラジオ番組
ケロロとギロロの地球（ペコポン）侵略ラヂオを参照。

### ケロロ軍曹 プラモコレクション
「ケロロ軍曹 プラモコレクション」。バンダイより発売中。
- 一般シリーズ
  - 01.ケロロ軍曹
  - 02.タママ二等兵
  - 03.クルル曹長
  - 04.ギロロ伍長
  - 05.ドロロ兵長
  - 06.ケロロ軍曹 Ver.1.5+フライングボード
  - 07.ちびケロ（ケロロ軍曹幼年期）
  - 08.アフロ軍曹
  - 09.ケロロロボ
  - 10.クルルロボ
  - 11.ギロロロボ
  - 12.タママロボ
  - 13.ドロロロボ
  - 14.ケロロロボ Mk-II
  - 15.タママロボ Mk-II
  - 16.クルルロボ Mk-II
  - 17.ギロロロボ Mk-II
  - 18.ドロロロボ Mk-II
  - 19.武者ケロロ／「武者ケロロ」シリーズ
  - 20.タママ足軽兵／「武者ケロロ」シリーズ
  - 21.ダークケロロ
  - 22.クルル藪医／「武者ケロロ」シリーズ
  - 23.ギロロ浪人／「武者ケロロ」シリーズ
  - 24.ドロロ頭領／「武者ケロロ」シリーズ
  - 25.武者ケロロロボ／「武者ケロロ」シリーズ
  - 26.足軽タママロボ／「武者ケロロ」シリーズ
  - 27.藪医クルルロボ／「武者ケロロ」シリーズ
  - 28.浪人ギロロロボ／「武者ケロロ」シリーズ
  - 29.頭領ドロロロボ／「武者ケロロ」シリーズ
  - 30.ガルル中尉
  - 31.ケロロ大尉
  - 32.武者ヴァイパーロボ／「武者ケロロ」シリーズ
  - 33.プルル看護長
  - 34.武者ヴァイパーロボ（長男専用機）／「武者ケロロ」シリーズ
  - 35.海賊王ケロロ＋ケロダッシュ／「ケロロパイレーツ」シリーズ
  - 36.破壊王タママ+タマホーン／「ケロロパイレーツ」シリーズ
  - 37.キングケロロロボ 超海王モード／「ケロロパイレーツ」シリーズ
  - 38.砲撃王ギロロ+ギロキャノン／「ケロロパイレーツ」シリーズ
  - 39.キングタママロボ超海王モード／「ケロロパイレーツ」シリーズ
  - 40.深海王クルル＋クルアーム／「ケロロパイレーツ」シリーズ
  - 41.空賊王ドロロ＋ドロスカイ／「ケロロパイレーツ」シリーズ
  - 42.キングギロロロボ 超海王モード／「ケロロパイレーツ」シリーズ
  - 43.キングクルルロボ 超海王モード／「ケロロパイレーツ」シリーズ

- リアルタイプ ケロロロボ シリーズ
  - REAL TYPE 01.リアルタイプ ケロロロボ
  - REAL TYPE 02.リアルタイプ タママロボ
  - REAL TYPE 03.リアルタイプ ギロロロボ
  - REAL TYPE 04.リアルタイプ クルルロボ
  - REAL TYPE 05.リアルタイプ ドロロロボ

- DX（セット）シリーズ
  - DX01.ケロロロボセット＋ケロン軍開発工場｛ケロロロボセット｛（ペーパークラフト付）｝
  - DX02.ケロロ小隊セット＋秘密基地｛ケロロ小隊セット｛（紙製マント、ペーパークラフト付）｝
  - DX03.ゴッドケロン｛ケロロロボMk-IIセット｛（ビームサーベル、マント付）｝
  - DX04.武者ケロロ小隊セット｛武者ケロ小隊セット｛（メタリック成型仕様、カスタムシール、ペーパークラフト付）｝
  - DX05.機動巨神 計六六大将軍｛武者ケロ小隊ロボセット｛（陣羽織、カスタムシール付）｝
  - DX06.キングケロシップ｛ケロロパイレーツマシーンセット｛（黒色プラのみメタリック成型仕様）｝

DX01.02とそれ以降は箱のサイズ仕様が異なる（ランナー分割方法が異なるため）。

### ミュージカル
- 『超ミュージカル版 ケロロ軍曹 コチョコチョ大作戦であります!』

2009年6月より公演される劇団飛行船によるマスクプレイミュージカル。

### DVD
DVDはバンダイビジュアルより、2004年8月27日から2012年2月24日にかけて発売された。
| 巻数                         | 発売日                       | 収録話                       |                                                              | 巻数                                                         | 発売日                                                       | 収録話 |
| 1stシーズン『ケロロ軍曹』    | 1stシーズン『ケロロ軍曹』    | 1stシーズン『ケロロ軍曹』    | 5thシーズン『ケロロ軍曹V』                                   | 5thシーズン『ケロロ軍曹V』                                   | 5thシーズン『ケロロ軍曹V』                                   |        |
| ---------------------------- | ---------------------------- | ---------------------------- | ------------------------------------------------------------ | ------------------------------------------------------------ | ------------------------------------------------------------ | ------ |
| VOL.1                        | 2004年8月27日                | 第1話 - 第4話                | VOL.1                                                        | 2008年12月19日                                               | 第206話 - 第209話                                            |        |
| VOL.2                        | 2004年9月24日                | 第5話 - 第8話                | VOL.2                                                        | 2009年1月23日                                                | 第210話 - 第213話                                            |        |
| VOL.3                        | 2004年10月22日               | 第9話 - 第12話               | VOL.3                                                        | 2009年2月20日                                                | 第214話 - 第217話                                            |        |
| VOL.4                        | 2004年11月26日               | 第13話 - 第16話              | VOL.4                                                        | 2009年3月27日                                                | 第218話 - 第221話                                            |        |
| VOL.5                        | 2004年12月23日               | 第17話 - 第20話              | VOL.5                                                        | 2009年4月24日                                                | 第222話 - 第225話                                            |        |
| VOL.6                        | 2005年1月28日                | 第21話 - 第24話              | VOL.6                                                        | 2009年5月26日                                                | 第226話 - 第229話                                            |        |
| VOL.7                        | 2005年2月24日                | 第25話 - 第28話              | VOL.7                                                        | 2009年6月26日                                                | 第230話 - 第233話                                            |        |
| VOL.8                        | 2005年3月25日                | 第29話 - 第32話              | VOL.8                                                        | 2009年7月24日                                                | 第234話 - 第237話                                            |        |
| VOL.9                        | 2005年4月22日                | 第33話 - 第36話              | VOL.9                                                        | 2009年8月25日                                                | 第238話 - 第241話                                            |        |
| VOL.10                       | 2005年5月27日                | 第37話 - 第40話              | VOL.10                                                       | 2009年9月25日                                                | 第242話 - 第245話                                            |        |
| VOL.11                       | 2005年6月24日                | 第41話 - 第44話              | VOL.11                                                       | 2009年10月27日                                               | 第246話 - 第249話                                            |        |
| VOL.12                       | 2005年7月22日                | 第45話 - 第48話              | VOL.12                                                       | 2009年11月25日                                               | 第250話 - 第253話                                            |        |
| VOL.13                       | 2005年8月26日                | 第49話 - 第51話              | VOL.13                                                       | 2009年12月22日                                               | 第254話 - 第256話                                            |        |
| 2ndシーズン『ケロロ軍曹Z』   | 2ndシーズン『ケロロ軍曹Z』   | 2ndシーズン『ケロロ軍曹Z』   | 6thシーズン『Keroro Gunso6』                                 | 6thシーズン『Keroro Gunso6』                                 | 6thシーズン『Keroro Gunso6』                                 |        |
| VOL.1                        | 2005年9月23日                | 第52話 - 第55話              | VOL.1                                                        | 2010年1月27日                                                | 第257話 - 第260話                                            |        |
| VOL.2                        | 2005年10月28日               | 第56話 - 第59話              | VOL.2                                                        | 2010年2月23日                                                | 第261話 - 第264話                                            |        |
| VOL.3                        | 2005年11月25日               | 第60話 - 第63話              | VOL.3                                                        | 2010年3月26日                                                | 第265話 - 第268話                                            |        |
| VOL.4                        | 2005年12月23日               | 第64話 - 第67話              | VOL.4                                                        | 2010年4月23日                                                | 第269話 - 第272話                                            |        |
| VOL.5                        | 2006年1月27日                | 第68話 - 第71話              | VOL.5                                                        | 2010年5月28日                                                | 第273話 - 第276話                                            |        |
| VOL.6                        | 2006年2月24日                | 第72話 - 第75話              | VOL.6                                                        | 2010年6月25日                                                | 第277話 - 第280話                                            |        |
| VOL.7                        | 2006年3月24日                | 第76話 - 第79話              | VOL.7                                                        | 2010年7月23日                                                | 第281話 - 第284話                                            |        |
| VOL.8                        | 2006年4月26日                | 第80話 - 第83話              | VOL.8                                                        | 2010年8月27日                                                | 第285話 - 第288話                                            |        |
| VOL.9                        | 2006年5月26日                | 第84話 - 第87話              | VOL.9                                                        | 2010年9月24日                                                | 第289話 - 第292話                                            |        |
| VOL.10                       | 2006年6月23日                | 第88話 - 第91話              | VOL.10                                                       | 2010年10月27日                                               | 第293話 - 第296話                                            |        |
| VOL.11                       | 2006年7月28日                | 第92話 - 第95話              | VOL.11                                                       | 2010年11月26日                                               | 第297話 - 第300話                                            |        |
| VOL.12                       | 2006年8月25日                | 第96話 - 第99話              | VOL.12                                                       | 2010年12月22日                                               | 第301話 - 第304話                                            |        |
| VOL.13                       | 2006年9月22日                | 第100話 - 第103話            | VOL.13                                                       | 2011年1月28日                                                | 第305話 - 第307話                                            |        |
| 3rdシーズン『ケロロ軍曹3』   | 3rdシーズン『ケロロ軍曹3』   | 3rdシーズン『ケロロ軍曹3』   | 7thシーズン『ケロロ軍曹7』                                   | 7thシーズン『ケロロ軍曹7』                                   | 7thシーズン『ケロロ軍曹7』                                   |        |
| VOL.1                        | 2006年10月27日               | 第104話 - 第107話            | VOL.1                                                        | 2011年2月25日                                                | 第308話 - 第311話                                            |        |
| VOL.2                        | 2006年11月24日               | 第108話 - 第111話            | VOL.2                                                        | 2011年4月7日                                                 | 第312話 - 第315話                                            |        |
| VOL.3                        | 2006年12月22日               | 第112話 - 第115話            | VOL.3                                                        | 2011年4月22日                                                | 第316話 - 第319話                                            |        |
| VOL.4                        | 2007年1月26日                | 第116話 - 第119話            | VOL.4                                                        | 2011年5月27日                                                | 第320話 - 第323話                                            |        |
| VOL.5                        | 2007年2月23日                | 第120話 - 第123話            | VOL.5                                                        | 2011年6月24日                                                | 第324話 - 第327話                                            |        |
| VOL.6                        | 2007年3月23日                | 第124話 - 第127話            | VOL.6                                                        | 2011年7月22日                                                | 第328話 - 第331話                                            |        |
| VOL.7                        | 2007年4月25日                | 第128話 - 第131話            | VOL.7                                                        | 2011年8月26日                                                | 第332話 - 第335話                                            |        |
| VOL.8                        | 2007年5月25日                | 第132話 - 第135話            | VOL.8                                                        | 2011年9月22日                                                | 第336話 - 第339話                                            |        |
| VOL.9                        | 2007年6月22日                | 第136話 - 第139話            | VOL.9                                                        | 2011年10月26日                                               | 第340話 - 第343話                                            |        |
| VOL.10                       | 2007年7月27日                | 第140話 - 第143話            | VOL.10                                                       | 2011年11月25日                                               | 第344話 - 第347話                                            |        |
| VOL.11                       | 2007年8月24日                | 第144話 - 第147話            | VOL.11                                                       | 2011年12月22日                                               | 第348話 - 第351話                                            |        |
| VOL.12                       | 2007年9月25日                | 第148話 - 第151話            | VOL.12                                                       | 2012年1月27日                                                | 第352話 - 第355話                                            |        |
| VOL.13                       | 2007年10月26日               | 第152話 - 第154話            | VOL.13                                                       | 2012年2月24日                                                | 第356話 - 第358話                                            |        |
| 4thシーズン『ケロロ軍曹4th』 | 4thシーズン『ケロロ軍曹4th』 | 4thシーズン『ケロロ軍曹4th』 | その他                                                       | その他                                                       | その他                                                       |        |
| VOL.1                        | 2007年11月23日               | 第155話 - 第158話            | - 発売元：バンダイビジュアル - 各シーズン全13巻 - 合計全91巻 | - 発売元：バンダイビジュアル - 各シーズン全13巻 - 合計全91巻 | - 発売元：バンダイビジュアル - 各シーズン全13巻 - 合計全91巻 |        |
| VOL.2                        | 2007年12月21日               | 第159話 - 第162話            | - 発売元：バンダイビジュアル - 各シーズン全13巻 - 合計全91巻 | - 発売元：バンダイビジュアル - 各シーズン全13巻 - 合計全91巻 | - 発売元：バンダイビジュアル - 各シーズン全13巻 - 合計全91巻 |        |
| VOL.3                        | 2008年1月25日                | 第163話 - 第166話            | - 発売元：バンダイビジュアル - 各シーズン全13巻 - 合計全91巻 | - 発売元：バンダイビジュアル - 各シーズン全13巻 - 合計全91巻 | - 発売元：バンダイビジュアル - 各シーズン全13巻 - 合計全91巻 |        |
| VOL.4                        | 2008年2月22日                | 第167話 - 第170話            | - 発売元：バンダイビジュアル - 各シーズン全13巻 - 合計全91巻 | - 発売元：バンダイビジュアル - 各シーズン全13巻 - 合計全91巻 | - 発売元：バンダイビジュアル - 各シーズン全13巻 - 合計全91巻 |        |
| VOL.5                        | 2008年3月25日                | 第171話 - 第174話            | - 発売元：バンダイビジュアル - 各シーズン全13巻 - 合計全91巻 | - 発売元：バンダイビジュアル - 各シーズン全13巻 - 合計全91巻 | - 発売元：バンダイビジュアル - 各シーズン全13巻 - 合計全91巻 |        |
| VOL.6                        | 2008年4月25日                | 第175話 - 第178話            | - 発売元：バンダイビジュアル - 各シーズン全13巻 - 合計全91巻 | - 発売元：バンダイビジュアル - 各シーズン全13巻 - 合計全91巻 | - 発売元：バンダイビジュアル - 各シーズン全13巻 - 合計全91巻 |        |
| VOL.7                        | 2008年5月23日                | 第179話 - 第182話            | - 発売元：バンダイビジュアル - 各シーズン全13巻 - 合計全91巻 | - 発売元：バンダイビジュアル - 各シーズン全13巻 - 合計全91巻 | - 発売元：バンダイビジュアル - 各シーズン全13巻 - 合計全91巻 |        |
| VOL.8                        | 2008年6月25日                | 第183話 - 第186話            | - 発売元：バンダイビジュアル - 各シーズン全13巻 - 合計全91巻 | - 発売元：バンダイビジュアル - 各シーズン全13巻 - 合計全91巻 | - 発売元：バンダイビジュアル - 各シーズン全13巻 - 合計全91巻 |        |
| VOL.9                        | 2008年7月25日                | 第187話 - 第190話            | - 発売元：バンダイビジュアル - 各シーズン全13巻 - 合計全91巻 | - 発売元：バンダイビジュアル - 各シーズン全13巻 - 合計全91巻 | - 発売元：バンダイビジュアル - 各シーズン全13巻 - 合計全91巻 |        |
| VOL.10                       | 2008年8月22日                | 第191話 - 第194話            | - 発売元：バンダイビジュアル - 各シーズン全13巻 - 合計全91巻 | - 発売元：バンダイビジュアル - 各シーズン全13巻 - 合計全91巻 | - 発売元：バンダイビジュアル - 各シーズン全13巻 - 合計全91巻 |        |
| VOL.11                       | 2008年9月26日                | 第195話 - 第198話            | - 発売元：バンダイビジュアル - 各シーズン全13巻 - 合計全91巻 | - 発売元：バンダイビジュアル - 各シーズン全13巻 - 合計全91巻 | - 発売元：バンダイビジュアル - 各シーズン全13巻 - 合計全91巻 |        |
| VOL.12                       | 2008年10月24日               | 第199話 - 第202話            | - 発売元：バンダイビジュアル - 各シーズン全13巻 - 合計全91巻 | - 発売元：バンダイビジュアル - 各シーズン全13巻 - 合計全91巻 | - 発売元：バンダイビジュアル - 各シーズン全13巻 - 合計全91巻 |        |
| VOL.13                       | 2008年11月21日               | 第203話 - 第205話            | - 発売元：バンダイビジュアル - 各シーズン全13巻 - 合計全91巻 | - 発売元：バンダイビジュアル - 各シーズン全13巻 - 合計全91巻 | - 発売元：バンダイビジュアル - 各シーズン全13巻 - 合計全91巻 |        |

ベストセレクションDVD
1stシーズン（2006年7月28日発売）
- ケロロ軍曹 セレクション ちょっとだけよ1 第1、6、21、35話収録
- ケロロ軍曹 セレクション ちょっとだけよ2 第13、17、23、39話収録
- ケロロ軍曹 セレクション ちょっとだけよ3 第10、18、31、42話収録

2ndシーズン（2007年7月27日発売）
- ケロロ軍曹 セレクション もういっちょ!〜っていうか感動秘話 第61、73、80、98話収録
- ケロロ軍曹 セレクション もういっちょ!〜っていうか激戦奮闘 第57、62、78、102話収録
- ケロロ軍曹 セレクション もういっちょ!〜っていうか爆笑必至 第59、69、74、88話収録

武者ケロ（UMD-Video版も発売）
- ケロロ軍曹 武者ケロせれくしょん でござそうろう 上ノ巻 2009年7月24日発売 第211、219、231話収録
- ケロロ軍曹 武者ケロせれくしょん でござそうろう 下ノ巻 2010年1月22日発売 第237、249、250話収録

DVD-BOX
- ケロロ軍曹1stシーズン DVD-BOX 2008年8月22日発売

### 特殊切手
郵便局（現・日本郵便）より発行。
- アニメヒーロー&ヒロインシリーズ 第12集『ケロロ軍曹』（80円×10枚/シート） 2010年1月22日発行

## 劇場版
以下の長編5本・短編3本がある。短編は同時上映の長編記事で解説する。
1. 超劇場版ケロロ軍曹 - 2006年3月11日公開
2. 超劇場版ケロロ軍曹2 深海のプリンセスであります! - 2007年3月17日公開
同時上映は『ちびケロ ケロボールの秘密!?』
3. 超劇場版ケロロ軍曹3 ケロロ対ケロロ天空大決戦であります! - 2008年3月1日公開
同時上映は『武者ケロ お披露目!戦国ラン星大バトル!!』
4. 超劇場版ケロロ軍曹 撃侵ドラゴンウォリアーズであります! - 2009年3月7日公開
同時上映は『ケロ0 出発だよ! 全員集合!!』
5. 超劇場版ケロロ軍曹 誕生!究極ケロロ 奇跡の時空島であります!! - 2010年2月27日公開

### 製作委員会
劇場版の製作委員会について記述する。同作の製作委員会は以下の企業から成り立つ。そのうち、NTTドコモはシリーズ4作目より参加
- 角川書店 - 原作出版社
- 角川ヘラルド映画→角川映画（現・KADOKAWA） - 映画配給
- サンライズ - アニメーション制作
- テレビ東京 - TVシリーズ放送局
- NAS - TVシリーズの広告代理店
- NTTドコモ - シリーズ4作目より。携帯電話会社

### プラネタリウム映画
超投影版ケロロ軍曹 星空をとりもどせ! 太陽系大追跡であります!!
2012年製作のプラネタリウム映画。投映時間約24分。
2014年8月2日-24日には『SKIPシティ 彩の国ビジュアルプラザ』の大ケロロ展で無料スクリーン上映。

## ケロロアワー
『ケロロアワー』（kerorohour）は、2014年3月22日より9月6日までアニマックスで放送されたケロロ特集1時間番組枠。新作であるフラッシュアニメ版に加え、テレビアニメ再放送を『ケロロ クラシック コレクション』として2話放送。視聴者参加企画として番組最後にイラストなども紹介。

### フラッシュアニメ版
『ケロロ 〜keroro〜』は、原作誕生15周年を記念し、2014年3月22日より9月6日までアニマックス内『ケロロアワー』枠で放送されたショートフラッシュアニメーション。
制作はサンライズとギャザリング（「制作協力」名義）が担当。メインスタッフが大幅に変更されており、原作者の吉崎観音も制作に参加している。全23話、1話3分、本編150秒。
設定はアニメ版ではなく、原作版に基づいている（冬樹の学年が小学6年生であることや、サブローではなく623となっているなど）。キャラクターデザインもより原作に近いものに変更されている。
第1話はケロロが日向家に来る話から始まり、第9話以降は旧アニメ版終了後にデビューした主要人物（新ケロロ、火ノ原灯、金阿弥明、ブラックスターなど）も登場した。
藤原啓治によるナレーションは第8話と最終話を除き廃止され、主に登場キャラクターの声優陣がナレーションを務めている。
上記のアニメ版と異なりDVD化されておらず一部のエピソードが「ケロロ軍曹25.5巻」に収録されている状態であったが、2021年に公式YouTubeチャンネルにて全話が公開された。

#### キャスト（FLASH版）

##### メインキャラクター
- ケロロ軍曹 - 渡辺久美子
- 日向冬樹 - 桑島法子（1-11[注 17], 14-23）
- 日向夏美 - 斎藤千和（1-15, 17-23）
- 日向秋 - 平松晶子（2-4, 8[注 17], 19, 23）
- タママ二等兵 - 小桜エツコ（5-7, 9, 11-14, 17, 19, 22-23）
- ギロロ伍長 - 中田譲治（5-7,  9-14, 17, 19, 21-23）
- クルル曹長 - 子安武人（5-9, 11-15, 17, 19-23）
- ドロロ兵長 - 草尾毅（5-7, 9, 11-12, 14[注 18], 17[注 19], 23）
- アンゴル=モア - 能登麻美子（5, 9-13, 17-19, 22-23）
- 623 / 北城睦実[注 20] - 石田彰（6[注 17], 18, 23）
- 東谷小雪 - 広橋涼（7-8[注 17], 18, 23）
- 西澤桃華 - 池澤春菜（8, 12, 18, 23）
- ポール森山、謎の声 - 藤原啓治（8, 23[注 21]）
- 新（ニュー）ケロロ、ブラックスター - 悠木碧[20][注 22]（9-18, 20, 22-23[注 23]）
- 火ノ原灯 - 加藤英美里[20]（9-10[注 17], 14, 16, 20-23）
- 金阿弥明 - 茅野愛衣[20]（9-10, 16, 22-23）
- アリサ＝サザンクロス - 矢島晶子（16, 18, 21, 23）
- ネブラ - 大塚芳忠（16, 18, 21, 23）

##### ゲスト・単発クレジット
一部はメインキャラクターのキャストが兼ねている。
- 英語発音ボイス - 駒田航[21]（2）
- ヴァイパー - 飛田展男（5）
- 偽ケロロ軍団 - 渡辺久美子[注 24]（15）
- もなか[注 25]『魔法少女もなかウマカ』 - 悠木碧（21）
- 宇宙ケルベロス - 草尾毅（22）

#### スタッフ（FLASH版）
- 原作 - 吉崎観音（角川コミックス・エース）
- 監督・演出 - 春日森春木
- 企画 - 安田猛、尾崎雅之
- シリーズ構成 - 春日森春木、吉崎観音
- 総作画監督 - 高橋優也
- 色彩設計 - Mille*Mille Works
- 撮影監督 - 舘信一郎
- 音楽 - スーパースィープ
- 音楽制作 - サンライズ音楽出版、日本コロムビア
- 音響効果 - かげやまみつる（フィズサウンドクリエイション）
- 録音調整 - 野口あきら
- 録音スタジオ - スタジオごんぐ
- 音響制作 - 楽音舎（杉山好美）
- プロデューサー - 菊地剛、渡辺啓之、樋口弘光
- 制作 - サンライズ
- フラッシュアニメーション制作協力 - ギャザリング（戸田和宏、清水香梨子）
- 製作 - KADOKAWA、サンライズ

#### 主題歌（FLASH版）
「ケロロ☆ポップスター」
作詞 - 吉崎観音、松浦勇気 / 作曲 - 松浦勇気 / 編曲 - R・O・N / 歌 - 五條真由美
テレビアニメ版とは異なり、アバンタイトルが挿入されてから始まる。最後にはサブタイトルが表示される。
なお、各話終了時にはBGMと共にエンドクレジットが流れる。
最終話はエンディングテーマとして使用され、スタッフクレジットも全て一括して表示された。

#### 各話リスト（FLASH版）
| 話数     | サブタイトル                             | 絵コンテ            | 再放送枠                 | 放送日         |
| -------- | ---------------------------------------- | ------------------- | ------------------------ | -------------- |
| FILE:001 | ケロロとの遭遇 I need Keroro.            | 吉崎観音            | 1stシーズン 第1話・第2話 | 2014年 3月22日 |
| FILE:002 | 異星人VS家族 Family vs Alien             | 吉崎観音            | 第3話・第4話             | 3月29日        |
| FILE:003 | 宇宙人観察記録 Alien Surveilance         | 吉崎観音 春日森春木 | 第5話・第6話             | 4月5日         |
| FILE:004 | 宇宙の掃除 The Alien Cleans House        | 吉崎観音 春日森春木 | 第7話・第8話             | 4月12日        |
| FILE:005 | ケロロ小隊集結 Keroro Platoon Formation  | 吉崎観音            | 第9話・第10話            | 4月19日        |
| FILE:006 | 姉の変身 Sister,Transform!               | 吉崎観音 春日森春木 | 第11話・第12話           | 4月26日        |
| FILE:007 | 宇宙のナワトビ Outer Space Skipping Rope | 白佐木和馬          | 第13話・第14話           | 5月10日        |
| FILE:008 | 温泉大決戦 Ticket War                    | 山本雄三            | 第15話・第16話           | 5月17日        |
| FILE:009 | 新たなるケロロ The New Keroro!           | 吉崎観音 春日森春木 | 第17話・第18話           | 5月24日        |
| FILE:010 | 宇宙のすごろく Space Game                | 山本雄三            | 第19話・第20話           | 5月31日        |
| FILE:011 | シールの戦い Alien Sticker Battle        | 月見里智弘          | 第21話・第22話           | 6月7日         |
| FILE:012 | 宇宙幼稚園 Space Kinder                  | 白佐木和馬          | 第23話・第24話           | 6月14日        |
| FILE:013 | イルカに乗った宇宙人 Dolphin and Alien   | 白佐木和馬          | 第25話・第26話           | 6月21日        |
| FILE:014 | 二つのケロンスター The Keron Stars       | 月見里智弘          | 第27話・第28話           | 6月28日        |
| FILE:015 | 偽ケロロ軍団 Fighting Keroro             | 白佐木和馬          | 第29話・第30話           | 7月5日         |
| FILE:016 | 怪物少女VS宇宙人 Monster Girl VS Alien   | 白佐木和馬          | 第31話・第32話           | 7月12日        |
| FILE:017 | ネコ Ultimate Invaders                   | 高津智子            | 第33話・第34話           | 7月19日        |
| FILE:018 | 宇宙人からの招待状 Alien Trap            | 白佐木和馬          | 第35話・第36話           | 7月26日        |
| FILE:019 | 地球探査計画 Earth Expeditio             | 白佐木和馬          | 第38話・第39話           | 8月9日         |
| FILE:020 | スタイルバトル Skill Battle              | 月見里智弘          | 第40話・第41話           | 8月16日        |
| FILE:021 | 宇宙のテレビ Space TV                    | 白佐木和馬          | 第42話・第43話           | 8月23日        |
| FILE:022 | 宇宙動物園 Space Zoo                     | 白佐木和馬          | 第45話・第46話           | 8月30日        |
| FILE:023 | 日向家宇宙へ I Feel Space                | 白佐木和馬          | 第48話・第51話           | 9月6日         |

### 放送局（ケロロアワー）
| 放送地域 | 放送局        | 放送期間               | 放送日時           | 放送系列            | 備考                                                |
| -------- | ------------- | ---------------------- | ------------------ | ------------------- | --------------------------------------------------- |
| 日本全域 | アニマックス  | 2014年3月22日 - 9月6日 | 土曜 19:00 - 20:00 | アニメ専門BS/CS放送 | フラッシュアニメは 日曜 10:55 - 11:00にリピート放送 |
| 日本全域 | テレビ東京    | 2014年5月5日-11月26日  | 金                 |                     |                                                     |
| 日本全域 | dアニメストア | 2014年4月1日 -         | 火曜 12:00 更新    | ネット配信          | 4月1日に1-2話を同時配信                             |

## アニメ版に関する補足・余談

### アイキャッチ
- 第1話-第64話はケロロがプラカードを裏返すとそこにタイトルロゴがあるというもの（第52話よりBGM変更）。
- 第65話-第204話はブランコをしていたケロロがタイトルロゴのあるプラカードにぶつかるというもの。これらはアニメ『ど根性ガエル』のサブタイトル紹介のパロディ。第205話はアイキャッチなし。
- 第206話-第278話はケロン星の映像が映り、その左下から光が上がってきて、それが止まった場所からガンダムMk-IIのようなスーツを着たケロロがカメラにぶつかってくるというもので、ぶつかった直後に画面右下にタイトルロゴが表示される。第279話はアイキャッチがない。
- 第280話-第306話は上記のケロン星の映像が宇宙コロニーの映像に変わっており、他にもケロロが画面左上で一瞬止まる際にそこから斜め方向への光が出る、止まってからカメラにぶつかるまでの動きが大きくなっているなどの違いが見られる。これは『機動戦士Ζガンダム』のガンダムMk-IIバージョン（第280話-第306話はΖガンダムバージョン）のアイキャッチのパロディ。306話では本来のアイキャッチの前に第1話-第64話で使用されていたアイキャッチがフェイントという形で使用された。
- 1本立ての回の一部はアイキャッチがなく、前半終了直前右下、もしくは左下にタイトルロゴが出る。5thシーズン以降の30分エピソードはすべてアイキャッチがなく（第257話を除く）、5thシーズンの武者ケロ回では専用のロゴが表示されていた。
- 第302話はアイキャッチがなく、タイトルロゴも表示されなかった。
- 7thシーズン以降は『ケロロ軍曹乙』も含めアイキャッチは廃止された。第357話（15分放送の最終回）では右下にタイトルロゴが表示されるのみであった。

### 次回予告・提供クレジット
- 原則として次回予告は30秒だが、一部の回では劇場版の宣伝[注 27]や抽選プレゼントのお知らせを挿入する関係上15秒に短縮される場合がある[注 28]。
- 第155話に対する予告は、本番組では金曜17:30-18:00枠の後番組となる『かみちゃまかりん』の予告に15秒使ったため、残りの15秒で短縮版を使用したのに対し、移動後の前番組となる『ふしぎ星の☆ふたご姫 Gyu!』の最終回では30秒のフルバージョンで放送された（BSジャパンでは未放送）。
- 第308話に対する予告は15秒であったが、予告の後に劇場版の宣伝や抽選のプレゼントのお知らせはされずに提供クレジット画面になった。
- BSジャパンでの次回予告は、第51話・第103話・第154話ではテレビ東京系列とは別の時間帯であるため、放送されていない。
- 7thシーズンの15分放送では、次回予告はエンディングの枠の中で表示されていた。また、6thシーズン以前のようなキャラクターによる台詞やサブタイトルの読み上げは一切なくなり、画面中央にサブタイトルがテロップ表示されるのみになった。『ケロロ軍曹乙』では6thシーズンまでと同様に30秒の次回予告がある。

- 6thシーズンまでは、テレビ東京や遅れネットという形で放送している局（上記参照）およびAT-Xではエンドカードが薄くなって表示されていたが、同時ネットしているテレ東以外の系列局（TVAやTVOなど）では映画の宣伝など他のCMに[注 29]、BSジャパンではステーションコールにそれぞれ差し替えられていた。7thシーズンではエンディング・次回予告の直後に後枠の『SDガンダム三国伝 Brave Battle Warriors』のクロスプログラム[注 30]が流れ、ステブレレスで後枠に移った。なお、『ケロロ軍曹乙』ではエンドカードが表示されている。
- 提供クレジット表示画面で番組名が読み上げられる際、BSジャパンのみイントネーションが異なっていた時期がある[注 31]。
- 7thシーズンの15分放送では、最終回[注 32]を除き提供クレジットの表示が一切なくなった。

### その他
- アニメ『ARIA The ANIMATION』第8話で、ケロロに酷似したハンドマペットを付けた少女が登場した。なお、ケロロのハンドマペットはバンダイから実際に商品化されて販売されており、角川書店コミックキャンペーン（夏季・冬季の年2回実施され、“夏ケロ”・“冬ケロ”などと称される）のCMに出演したり、景品になったりしている（現在はケロロ小隊全メンバーのパペットが出ている）。
- ゆうきまさみのマンガ『パンゲアの娘 KUNIE』（『週刊少年サンデー』連載）の単行本2巻34Pにケロロが登場している。アニメ化以前の連載であったが、作中ではテレビでアニメ放送されているという設定であった。また『鉄腕バーディー DECODE』では主人公のバーディーがケロロの「〜であります」やタママの「〜ですぅ」といった語尾を多用している。
- 劇中に登場するガンプラは基本的に実際には未発売のものも多いのだが、それが登場後に現実にも発売されたりしていることから、「ケロロに登場したプラモは市販化される」と噂されるほどである。番組スタッフの要望として未発売のガンプラを登場させることが多い。作中に登場したGMスナイパーカスタムVer.kaは、登場した数シーンのためだけにカトキハジメがリファインデザインしたものであるという。
- 東北地方では唯一、秋田県だけが地上波で放送されていない。公式サイト『ケロロ島（アイランド）』には、2007年3月31日までは「東北全県侵略もあとわずかっ!であります。」と表記されていたが、同年4月1日以降からは表記されなくなった。
- 第131話Aパートではギロロが桜島に行く描写が存在するが、この回の放送日（2006年10月13日）の2日後より鹿児島県での放送が始まっている。
- 2006年11月に行われた『レッドリボンライブ2006』には、ケロロの着ぐるみが出演した。
- 第164話Bパートには、東京電力のマスコットキャラクターの「でんこちゃん」に酷似したキャラクターが登場した。なお、第202話でもタママが変装した後姿で登場する。
- 原作14巻の巻末に書かれていた『独眼流カプ〜!』はアニメでも第173話に対する予告（30秒バージョン）で名前が登場し、「新番組ではないか」と言われていた（原作の補足・余談も参照）。
- 第196話では実写版のような映像が流れ、4年目にして初めてセル画以外の映像を流すこととなった。本物のオタマジャクシやカエルが登場したり、「日向」と書かれた表札も登場した。
- 第224話「追跡!セレブリゾート大捜査網であります」と第339話の「ケロロ 恐怖の赤信号」ではスタジオディーン作品の『逮捕しちゃうぞ』のパロディが放送された。前者に関しては、『逮捕しちゃうぞ』の原作者である藤島康介が自身のTwitterで視聴している様子をツイートしている。これらの作品中では、『逮捕しちゃうぞ』の声優陣が多数起用されており、同作のアイテムであるモトコンポや「足ブレーキ」といった技が登場している。日向夏美は同作の主人公の辻本夏実と名前と同じ読みであるため夏実の服装を着ている。最後には同作のヒロインと同じ服装をした秋と夏美が「逮捕しちゃうぞ！」と言う場面がある。これらのパロディは、タママ二等兵と二階堂頼子、日向秋と小早川美幸をそれぞれ同じ声優が演じている点が要因となっている。いずれの回も、原作とはストーリーが異なるアニメオリジナルの回となっている。
- 静岡県に存在する放送局ではネタとして頻繁に使われるガンプラの設計・製造工場が静岡市にあるにもかかわらず、映画上映時期にタイアップ的に一部分しか放送されていない。
- コナミのアーケードゲーム『pop'n music 16 PARTY♪』ではパーキッツが歌う『ケロッ!とマーチ』がある（2008年3月24日から）。
- 映画『カンフーくん』で、テレビ画面に劇場版ケロロ軍曹が映し出されるシーンがある。
- アニメ本編で表示されるテロップには誤植が存在することがある。第111話Bパートでは最後に「仁義」と表示される箇所があるが、「義」の最後から2画目の左はらいが抜けている。第205話では「新緑」と表示される箇所で「新縁」と誤って表記されている（ルビは「しんりょく」と正しく表示されている）。第236話Bパートでは「焼却処分」が「燃却処分」になっている箇所がある。第295話Aパートでは「臨兵闘者皆陣列在前」の文字が円形に表示されるシーンで「在」が「左」になっている。
- ケロロ小隊メンバーを演じる声優は、しばしば脚本にないアドリブのセリフを言うことがある。回によっては、アドリブの方が普通のセリフの数よりも多くなった回もあるという（クルルの『パードゥン?』やケロロの『恐怖のセバスチャン』など）。そのアドリブがその後、脚本に取り入れられることもある（渡辺久美子や中田譲治がよくラジオでそう語っている[信頼性要検証]）。
- 2010年2月1日からテレビアニメ版終了時期の2011年3月31日にかけて、テレビ東京の公式サイトでキャラクター人気投票が5回に渡って行われ、1位のキャラクターの待ち受け画像の配信が行われた[22]。
- 2008年公開の映画『パコと魔法の絵本』では登場人物の1人加瀬の部屋に巨大なケロロ人形が置かれているほか、同作のスピンオフアニメ『いつもワガママガマ王子』でもケロロ、タママ、ギロロの3人がガマ王子のお城を侵略にやってくる。
- 第232話から冬樹の声が桑島法子に交代したため「川上とも子さんが病気療養中のため、冬樹役の声が変わります」とAパートの初めに注釈された（BSジャパンと遅れ放送地域では表記なし、詳しくは日向冬樹の項を参照）。同様に、第307話の最後に放送時間が短縮される旨のテロップが表示されたが、同様に短縮されたBSジャパンでは表示されなかった。
- 劇場版の公開時期にはオープニングが劇場版映像やテーマ曲（例として「メンドク星マーチ」）に差し替えられるが、BSジャパンの場合は権利の都合上通常フォーマットのままで放送される場合と、地上波と同様になる場合とがある。